# Primera División de España 2015-16
La Primera División de España 2015-16 fue la 85.ª edición de la Primera División de España de fútbol, organizada por la Liga de Fútbol Profesional (LFP).
En esta edición, el número de comunidades autónomas representadas aumentó a ocho, con respecto a la temporada anterior, que solo contó con seis, ya que para este curso regresan a la máxima categoría el Real Betis Balompié, el Real Sporting de Gijón y la Unión Deportiva Las Palmas, después de uno, tres y trece años de no estar en la Primera División, respectivamente. Llegaron para ocupar los puestos del Elche Club de Fútbol (descendido por motivos administrativos), la Unión Deportiva Almería y el Córdoba Club de Fútbol, que sólo pudo permanecer una temporada después de 42 años de ausencia. Comenzó el 22 de agosto de 2015, y concluyó el 15 de mayo de 2016.
El F. C. Barcelona logró su título 24 de Liga y junto al título de Copa, se convirtió en el séptimo doblete Liga-Copa del club catalán, eso si se incluyen los dobletes logrados dentro de los tripletes (Liga, Copa y Champions) en 2009 y 2015. Tras once victorias consecutivas, el equipo llegó a tener una ventaja de ocho puntos respecto al Atlético de Madrid y de doce respecto al Real Madrid, pero un empate frente a Villarreal CF y tres derrotas seguidas frente al propio Real Madrid, Real Sociedad y Valencia CF permitió al Atlético alcanzarle en la clasificación y al Real Madrid ponerse a un solo punto, a falta de cinco jornadas. El Barça tuvo que sacar los quince puntos restantes para evitar que los blancos, que finalizaron la temporada con trece victorias consecutivas, les arrebataran el título. Para concluir, es importante destacar que antes del Clásico, el equipo catalán completó una racha de 37 partidos sin perder entre todas las competiciones.

## Sistema de competición
Como en temporadas precedentes, constaba de un grupo único integrado por veinte clubes de toda la geografía española. Siguiendo un sistema de liga, los veinte equipos se enfrentaron todos contra todos en dos ocasiones, una en campo propio y otra en campo contrario, sumando un total de 38 jornadas. El orden de los encuentros se decidió por sorteo antes de empezar la competición. La clasificación final se estableció con arreglo a los puntos obtenidos en cada enfrentamiento, a razón de tres por partido ganado, uno por empatado y ninguno en caso de derrota. Si al finalizar el campeonato dos equipos igualasen a puntos, los mecanismos para desempatar la clasificación son los siguientes:
- El que tenga una mayor diferencia entre goles a favor y en contra en los enfrentamientos entre ambos.
- Si persiste el empate, se tendrá en cuenta la diferencia de goles a favor y en contra en todos los encuentros del campeonato.

Si el empate a puntos se produce entre tres o más clubes, los sucesivos mecanismos de desempate son los siguientes:
- La mejor puntuación de la que a cada uno corresponda a tenor de los resultados de los partidos jugados entre sí por los clubes implicados.
- La mayor diferencia de goles a favor y en contra, considerando únicamente los partidos jugados entre sí por los clubes implicados.
- La mayor diferencia de goles a favor y en contra teniendo en cuenta todos los encuentros del campeonato.
- El mayor número de goles a favor teniendo en cuenta todos los encuentros del campeonato.

### Clasificación para competiciones continentales
La UEFA otorga a la Liga BBVA seis plazas de clasificación para competiciones continentales, que se distribuyen de la siguiente forma:
- El primero, segundo y tercer clasificados de la liga accederán a disputar la Liga de Campeones desde la fase de grupos.
- El cuarto clasificado accederá a disputar la Liga de Campeones desde el Play-off.
- El quinto clasificado accederá a disputar la Liga Europa desde la fase de grupos.
- El sexto clasificado accederá a disputar la Liga Europa desde la Tercera Ronda Previa.

No obstante, otras competiciones pueden alterar las plazas UEFA a las que accederán los equipos a final de temporada:
- Al campeón de Copa le corresponde una plaza para disputar la fase de grupos de la Liga Europa. No obstante, si el campeón de Copa ya se ha clasificado para la Liga de Campeones a través de la Liga, su plaza recaerá sobre el quinto clasificado de la liga, la plaza del quinto sobre el sexto, y la del sexto sobre el séptimo. En caso de que el campeón de Copa se haya clasificado para la Liga Europa a través de la Liga, se quedaría con la plaza que le permita acceder a una ronda superior, en este caso la de Copa. Por lo tanto, la plaza UEFA obtenida a través de la liga pasaría al siguiente clasificado en liga (no al subcampeón de Copa).
- Cuando un equipo gana una competición continental (concretamente la Liga de Campeones o la Liga Europa), a este equipo se le otorga una plaza para disputar la siguiente edición de la Liga de Campeones desde la fase de grupos. En caso de que dicho equipo ya hubiese obtenido esa misma plaza a través de la Liga, no se le concedería la plaza reservada al campeón. En cambio, si dicho equipo obtuvo una plaza para la Liga de Campeones a través de la Liga, pero esta le obliga a comenzar desde una ronda anterior, entonces sí recibiría la plaza reservada al campeón. En cualquier caso, la plaza sobrante nunca pasaría al siguiente clasificado de la liga, sino que desaparecería.
- Si un equipo que gana una competición continental se clasifica para la Liga Europa a través de la Liga, obtendría la plaza reservada al campeón (por ser mejor), mientras que su plaza para la Liga Europa desaparecería y no recaería sobre el siguiente clasificado en liga (esta es la única forma de que cinco equipos puedan clasificarse para la Liga de Campeones).
- Además de las descritas arriba, puede haber más variables; sin embargo estas seguirían el mismo patrón que las ya mencionadas.

Nota: Estas reglas solo son aplicables a la temporada actual, ya que pueden variar de un año a otro. Por lo tanto, no se deben tener en cuenta los casos de temporadas anteriores ni posteriores.

## Ascensos y descensos
Un total de 20 equipos disputarán la liga, incluyendo 17 equipos de la Primera División de España 2014-15 y tres ascendidos desde la Segunda División de España 2014-15.
| Pos. | Descendidos a 2.ª División              |
| ---- | --------------------------------------- |
| 13.º | Elche C. F. * (descenso administrativo) |
| 19.º | U. D. Almería                           |
| 20.º | Córdoba C. F.                           |

| Pos.  | Ascendidos de 2.ª División |
| ----- | -------------------------- |
| 1.º   | Real Betis Balompié        |
| 2.º   | Real Sporting de Gijón     |
| Prom. | U. D. Las Palmas (4.º)     |

## Participantes
| Equipos de la temporada 2015-16 |                                  |
| Athletic Club                   | Real Club Deportivo de La Coruña |
| Club Atlético de Madrid         | R. C. D. Espanyol de Barcelona   |
| Fútbol Club Barcelona           | Real Madrid Club de Fútbol       |
| Getafe Club de Fútbol           | Real Sociedad de Fútbol          |
| Granada Club de Fútbol          | Real Sporting de Gijón           |
| Levante Unión Deportiva         | Sevilla Fútbol Club              |
| Málaga Club de Fútbol           | Sociedad Deportiva Eibar         |
| Rayo Vallecano de Madrid        | Unión Deportiva Las Palmas       |
| Real Betis Balompié             | Valencia Club de Fútbol          |
| Real Club Celta de Vigo         | Villarreal Club de Fútbol        |

### Información de equipos
| Equipo              | Ciudad        | Entrenador             | Estadio               | Aforo  | Marca       | Patrocinador principal | Otros patrocinadores                                                    |
| ------------------- | ------------- | ---------------------- | --------------------- | ------ | ----------- | ---------------------- | ----------------------------------------------------------------------- |
| Athletic Club       | Bilbao        | Ernesto Valverde       | San Mamés             | 53 289 | Nike        | Kutxabank              |                                                                         |
| Atlético de Madrid  | Madrid        | Diego Simeone          | Vicente Calderón      | 54 851 | Nike        | Plus500                | Huawei                                                                  |
| F. C. Barcelona     | Barcelona     | Luis Enrique           | Camp Nou              | 99.354 | Nike        | Qatar Airways          | Beko                                                                    |
| Getafe C. F.        | Getafe        | Juan Eduardo Esnáider  | Alfonso Pérez         | 17.393 | Joma        | Tecnocasa Group        | UEDBet                                                                  |
| Granada C. F.       | Granada       | José González          | Nuevo Los Cármenes    | 22 524 | Joma        | Solver capitals        | 4 patrocinadores BMN Caja Granada Covirán Caja Rural de Granada Herogra |
| Levante U. D.       | Valencia      | Rubi                   | Ciudad de Valencia    | 25.354 | Nike        | East United            |                                                                         |
| Málaga C. F.        | Málaga        | Javi Gracia            | La Rosaleda           | 30.044 | Nike        |                        | Benahavís                                                               |
| Rayo Vallecano      | Madrid        | Paco Jémez             | Campo de Vallecas     | 14.790 | Kelme       | Qbao.com               | Nevir                                                                   |
| Real Betis          | Sevilla       | Juan Merino            | Benito Villamarín     | 56.500 | Adidas      | UED Sports             | Wiko                                                                    |
| R. C. Celta de Vigo | Vigo          | Eduardo Berizzo        | Balaídos              | 31.800 | Adidas      | Citroën                | 2 patrocinadores Estrella Galicia 0,0 Abanca                            |
| R. C. D. La Coruña  | La Coruña     | Víctor Sánchez del Amo | Riazor                | 34.600 | Lotto       | Estrella Galicia 0,0   | Abanca                                                                  |
| R. C. D. Espanyol   | Barcelona     | Constantin Gâlcă       | RCDE Stadium          | 40 500 | Joma        | Rastar Group           | Riviera Maya                                                            |
| Real Madrid C. F.   | Madrid        | Zinedine Zidane        | Santiago Bernabéu     | 81 044 | Adidas      | Fly Emirates           | Ipic                                                                    |
| Real Sociedad       | San Sebastián | Eusebio Sacristán      | Anoeta                | 32 076 | Adidas      | Qbao.com               | 2 patrocinadores Kutxabank Canal +                                      |
| Sporting de Gijón   | Gijón         | Abelardo Fernández     | El Molinón            | 30 000 | Kappa       | Gijón                  | 2 patrocinadores Ternera Asturiana Air Europa                           |
| Sevilla F. C.       | Sevilla       | Unai Emery             | Ramón Sánchez Pizjuán | 45.500 | New Balance |                        |                                                                         |
| S. D. Eibar         | Éibar         | José Luis Mendilibar   | Ipurúa                | 6.267  | Puma        | AVIA                   | Wiko                                                                    |
| U. D. Las Palmas    | Las Palmas    | Quique Setién          | Gran Canaria          | 32.392 | Acerbis     | Gran Canaria           | CaixaBank                                                               |
| Valencia C. F.      | Valencia      | Pako Ayestarán         | Mestalla              | 55.000 | Adidas      |                        | Bein Sports                                                             |
| Villarreal C. F.    | Villarreal    | Marcelino García       | El Madrigal           | 25.000 | Xtep        | Pamesa Cerámica        | Mahou                                                                   |

| Equipo        | Entrenador (jornadas)                        |
| ------------- | -------------------------------------------- |
| UD Las Palmas | Paco Herrera (1-8) Quique Setién (9-38)      |
| Levante UD    | Lucas Alcaraz (1-9) Rubi (10-38)             |
| Real Sociedad | David Moyes (1-11) Eusebio Sacristán (12-38) |

| Equipo       | Entrenador (jornadas)                                                            |
| ------------ | -------------------------------------------------------------------------------- |
| Valencia CF  | Nuno Espírito Santo (1-13) Voro (14) Gary Neville (15-30) Pako Ayestarán (31-38) |
| RCD Espanyol | Sergio González (1-15) Constantin Gâlcă (16-38)                                  |
| Real Madrid  | Rafa Benítez (1-18) Zinedine Zidane (19-38)                                      |

| Equipo     | Entrenador (jornadas)                             |
| ---------- | ------------------------------------------------- |
| Real Betis | Pepe Mel (1-19) Juan Merino (20-38)               |
| Granada CF | José Ramón Sandoval (1-25) José González (26-38)  |
| Getafe CF  | Fran Escribá (1-32) Juan Eduardo Esnáider (33-38) |

| Equipo        | Entrenador (jornadas)                        |
| ------------- | -------------------------------------------- |
| UD Las Palmas | Paco Herrera (1-8) Quique Setién (9-38)      |
| Levante UD    | Lucas Alcaraz (1-9) Rubi (10-38)             |
| Real Sociedad | David Moyes (1-11) Eusebio Sacristán (12-38) |

| Equipo       | Entrenador (jornadas)                                                            |
| ------------ | -------------------------------------------------------------------------------- |
| Valencia CF  | Nuno Espírito Santo (1-13) Voro (14) Gary Neville (15-30) Pako Ayestarán (31-38) |
| RCD Espanyol | Sergio González (1-15) Constantin Gâlcă (16-38)                                  |
| Real Madrid  | Rafa Benítez (1-18) Zinedine Zidane (19-38)                                      |

| Equipo     | Entrenador (jornadas)                             |
| ---------- | ------------------------------------------------- |
| Real Betis | Pepe Mel (1-19) Juan Merino (20-38)               |
| Granada CF | José Ramón Sandoval (1-25) José González (26-38)  |
| Getafe CF  | Fran Escribá (1-32) Juan Eduardo Esnáider (33-38) |

## Justicia deportiva
Los árbitros de cada partido fueron designados por una comisión creada para tal objetivo e integrada por representantes de la LFP, la RFEF y el CTA. En la temporada 2015/16, los colegiados de la categoría son los siguientes (se muestra entre paréntesis su antigüedad en la categoría) y el año desde su nombramiento como árbitro internacional en caso de que proceda, siendo éstos un total de diez, más que ninguna otra federación.
- David Fernández Borbalán (12)  (2013)
- Pedro Jesús Pérez Montero (5)
- Mario Melero López (2)
- Carlos Clos Gómez (10)  (2009)
- Santiago Jaime Latre (2)
- Alejandro Hernández Hernández (3)  (2014)
- José María Sánchez Martínez (1) - debutante -
- José Luis González González (7)
- Alfonso Javier Álvarez Izquierdo (10)
- Javier Estrada Fernández (7)  (2013)
- Carlos del Cerro Grande (5)  (2013)
- Carlos Velasco Carballo (12)  (2008)
- Juan Martínez Munuera (3)  (2015)
- Antonio Miguel Mateu Lahoz (8)  (2011)
- Jesús Gil Manzano (4)  (2014)
- Ignacio Iglesias Villanueva (6)
- Alberto Undiano Mallenco (16)  (2004)
- Eduardo Prieto Iglesias (3)
- Iñaki Vicandi Garrido (2)
- Ricardo de Burgos Bengoetxea (1) - debutante -

## Clasificación

### Clasificación
| Pos. | Equipo                 | Pts. | PJ | G  | E  | P  | GF  | GC | Dif. | Clasificación |
| ---- | ---------------------- | ---- | -- | -- | -- | -- | --- | -- | ---- | ------------- |
| 1    | F. C. Barcelona (C)    | 91   | 38 | 29 | 4  | 5  | 112 | 29 | +83  |               |
| 2    | Real Madrid C. F.      | 90   | 38 | 28 | 6  | 4  | 110 | 34 | +76  |               |
| 3    | Atlético de Madrid     | 88   | 38 | 28 | 4  | 6  | 63  | 18 | +45  |               |
| 4    | Villarreal C. F.       | 64   | 38 | 18 | 10 | 10 | 44  | 35 | +9   |               |
| 5    | Athletic Club          | 62   | 38 | 18 | 8  | 12 | 58  | 45 | +13  |               |
| 6    | Celta de Vigo          | 60   | 38 | 17 | 9  | 12 | 51  | 59 | −8   |               |
| 7    | Sevilla F. C.          | 52   | 38 | 14 | 10 | 14 | 51  | 50 | +1   |               |
| 8    | Málaga C. F.           | 48   | 38 | 12 | 12 | 14 | 38  | 35 | +3   |               |
| 9    | Real Sociedad          | 48   | 38 | 13 | 9  | 16 | 45  | 48 | −3   |               |
| 10   | Real Betis Balompié    | 45   | 38 | 11 | 12 | 15 | 34  | 52 | −18  |               |
| 11   | U. D. Las Palmas       | 44   | 38 | 12 | 8  | 18 | 45  | 53 | −8   |               |
| 12   | Valencia C. F.         | 44   | 38 | 11 | 11 | 16 | 46  | 48 | −2   |               |
| 13   | R. C. D. Espanyol      | 43   | 38 | 12 | 7  | 19 | 40  | 74 | −34  |               |
| 14   | S. D. Eibar            | 43   | 38 | 11 | 10 | 17 | 49  | 61 | −12  |               |
| 15   | Deportivo de La Coruña | 42   | 38 | 8  | 18 | 12 | 45  | 61 | −16  |               |
| 16   | Granada C. F.          | 39   | 38 | 10 | 9  | 19 | 46  | 69 | −23  |               |
| 17   | Sporting de Gijón      | 39   | 38 | 10 | 9  | 19 | 40  | 62 | −22  |               |
| 18   | Rayo Vallecano (D)     | 38   | 38 | 9  | 11 | 18 | 52  | 73 | −21  |               |
| 19   | Getafe C. F. (D)       | 36   | 38 | 9  | 9  | 20 | 37  | 67 | −30  |               |
| 20   | Levante U. D. (D)      | 32   | 38 | 8  | 8  | 22 | 37  | 70 | −33  |               |

 Fuente: BDFutbol
Notas:
1. ↑  El Sevilla se clasificó a la fase de grupos de la Liga de Campeones de la UEFA 2016-17 por haber ganado la Liga Europa de la UEFA 2015-16. Como acabó 7° lugar, debió haber recibido el puesto a la tercera ronda previa porque el campeón de la Copa del Rey 2015-16, el Barcelona, se clasificó a la Liga de Campeones de la UEFA 2016-17 y el cupo que otorga la copa pasó al 6° clasificado, pero el Sevilla al ya estar clasificado a Liga de Campeones de la UEFA, el cupo que debió recibir, desapareció solo por esa temporada.

|  | Clasificado para la fase de grupos de la Liga de Campeones de la UEFA 2016-17.                 |
|  | Clasificado para la cuarta ronda previa (play-off) de la Liga de Campeones de la UEFA 2016-17. |
|  | Clasificado para la fase de grupos de la Liga Europa de la UEFA 2016-17.                       |
|  | Descendido a la Segunda División de España 2016-17                                             |

|                         |
|                         |
| Campeón F. C. Barcelona |
| 24.º título             |

### Evolución de la clasificación
| Jornada / Equipo | 1  | 2  | 3  | 4  | 5  | 6  | 7  | 8  | 9  | 10 | 11 | 12 | 13 | 14 | 15 | 16 | 17 | 18 | 19 | 20 | 21 | 22 | 23 | 24 | 25 | 26 | 27 | 28 | 29 | 30 | 31 | 32 | 33 | 34 | 35 | 36 | 37 | 38 |
| Jornada / Equipo |    |    |    |    |    |    |    |    |    |    |    |    |    |    |    |    |    |    |    |    |    |    |    |    |    |    |    |    |    |    |    |    |    |    |    |    |    |    |
| ---------------- | -- | -- | -- | -- | -- | -- | -- | -- | -- | -- | -- | -- | -- | -- | -- | -- | -- | -- | -- | -- | -- | -- | -- | -- | -- | -- | -- | -- | -- | -- | -- | -- | -- | -- | -- | -- | -- | -- |
| Barcelona        | 5  | 4  | 1  | 1  | 5  | 2  | 4  | 3  | 2  | 2  | 1  | 1  | 1  | 1  | 1  | 1  | 1  | 2  | 2  | 2  | 1  | 1  | 1  | 1  | 1  | 1  | 1  | 1  | 1  | 1  | 1  | 1  | 1  | 1  | 1  | 1  | 1  | 1  |
| R. Madrid        | 10 | 5  | 2  | 2  | 1  | 3  | 2  | 1  | 1  | 1  | 2  | 3  | 3  | 3  | 3  | 3  | 3  | 3  | 3  | 3  | 3  | 3  | 3  | 3  | 3  | 3  | 3  | 3  | 3  | 3  | 3  | 3  | 3  | 3  | 3  | 3  | 2  | 2  |
| Atlético         | 4  | 3  | 6  | 5  | 4  | 5  | 5  | 4  | 3  | 4  | 3  | 2  | 2  | 2  | 2  | 2  | 2  | 1  | 1  | 1  | 2  | 2  | 2  | 2  | 2  | 2  | 2  | 2  | 2  | 2  | 2  | 2  | 2  | 2  | 2  | 2  | 3  | 3  |
| Villarreal       | 7  | 6  | 4  | 4  | 3  | 1  | 1  | 5  | 5  | 5  | 5  | 4  | 6  | 5  | 5  | 5  | 4  | 4  | 4  | 4  | 4  | 4  | 4  | 4  | 4  | 4  | 4  | 4  | 4  | 4  | 4  | 4  | 4  | 4  | 4  | 4  | 4  | 4  |
| Athletic         | 17 | 20 | 10 | 13 | 15 | 17 | 13 | 14 | 12 | 8  | 8  | 9  | 7  | 7  | 9  | 7  | 7  | 6  | 8  | 9  | 8  | 6  | 6  | 7  | 8  | 7  | 7  | 6  | 6  | 7  | 6  | 6  | 5  | 5  | 6  | 5  | 6  | 5  |
| Celta            | 2  | 1  | 3  | 3  | 2  | 4  | 3  | 2  | 4  | 3  | 4  | 5  | 4  | 4  | 4  | 4  | 5  | 5  | 5  | 5  | 5  | 7  | 7  | 8  | 6  | 6  | 6  | 7  | 7  | 6  | 5  | 5  | 6  | 6  | 5  | 6  | 5  | 6  |
| Sevilla          | 13 | 17 | 18 | 20 | 20 | 16 | 12 | 13 | 8  | 11 | 10 | 11 | 10 | 10 | 7  | 8  | 8  | 9  | 7  | 7  | 7  | 5  | 5  | 5  | 5  | 5  | 5  | 5  | 5  | 5  | 7  | 7  | 7  | 7  | 7  | 7  | 7  | 7  |
| Málaga           | 9  | 14 | 15 | 18 | 19 | 18 | 17 | 17 | 16 | 17 | 17 | 20 | 18 | 17 | 16 | 13 | 11 | 11 | 10 | 12 | 12 | 10 | 10 | 11 | 12 | 11 | 11 | 12 | 9  | 8  | 8  | 8  | 9  | 9  | 10 | 8  | 8  | 8  |
| R.Sociedad       | 11 | 11 | 16 | 19 | 11 | 12 | 16 | 16 | 15 | 16 | 16 | 14 | 15 | 13 | 13 | 14 | 15 | 15 | 14 | 13 | 15 | 13 | 11 | 10 | 9  | 9  | 10 | 9  | 10 | 11 | 10 | 9  | 10 | 10 | 11 | 11 | 9  | 9  |
| Betis            | 6  | 18 | 9  | 11 | 14 | 10 | 8  | 10 | 10 | 13 | 11 | 12 | 11 | 11 | 11 | 11 | 12 | 14 | 15 | 14 | 13 | 14 | 13 | 14 | 13 | 13 | 13 | 10 | 11 | 13 | 14 | 13 | 13 | 12 | 13 | 13 | 14 | 10 |
| Las Palmas       | 19 | 15 | 13 | 16 | 12 | 14 | 19 | 19 | 18 | 19 | 18 | 18 | 19 | 20 | 19 | 19 | 16 | 16 | 16 | 16 | 18 | 16 | 18 | 18 | 18 | 17 | 15 | 15 | 15 | 15 | 12 | 10 | 11 | 13 | 9  | 10 | 10 | 11 |
| Valencia         | 15 | 10 | 8  | 7  | 10 | 8  | 9  | 8  | 9  | 7  | 7  | 7  | 9  | 8  | 8  | 9  | 10 | 10 | 11 | 11 | 11 | 12 | 14 | 12 | 11 | 12 | 9  | 11 | 12 | 14 | 15 | 14 | 12 | 8  | 8  | 9  | 11 | 12 |
| Espanyol         | 3  | 8  | 12 | 8  | 6  | 9  | 10 | 9  | 11 | 10 | 13 | 10 | 12 | 12 | 12 | 12 | 13 | 12 | 13 | 15 | 14 | 15 | 17 | 17 | 16 | 14 | 14 | 14 | 14 | 12 | 13 | 15 | 15 | 15 | 15 | 14 | 15 | 13 |
| Éibar            | 1  | 2  | 5  | 6  | 8  | 7  | 7  | 7  | 7  | 6  | 6  | 6  | 8  | 9  | 10 | 10 | 9  | 8  | 6  | 6  | 6  | 8  | 8  | 6  | 7  | 8  | 8  | 8  | 8  | 9  | 10 | 11 | 10 | 11 | 12 | 12 | 12 | 14 |
| Deportivo        | 8  | 9  | 7  | 9  | 7  | 6  | 6  | 6  | 6  | 9  | 9  | 8  | 5  | 6  | 6  | 6  | 6  | 7  | 9  | 8  | 9  | 9  | 9  | 9  | 10 | 10 | 12 | 13 | 13 | 10 | 11 | 12 | 14 | 14 | 14 | 15 | 13 | 15 |
| Granada          | 20 | 7  | 11 | 15 | 18 | 20 | 20 | 20 | 19 | 18 | 19 | 17 | 17 | 18 | 17 | 17 | 18 | 17 | 17 | 17 | 16 | 19 | 19 | 19 | 20 | 19 | 18 | 18 | 17 | 17 | 17 | 17 | 17 | 17 | 17 | 16 | 16 | 16 |
| Sporting         | 14 | 12 | 17 | 10 | 13 | 15 | 11 | 12 | 17 | 12 | 14 | 15 | 16 | 14 | 15 | 16 | 17 | 18 | 18 | 19 | 19 | 17 | 16 | 16 | 17 | 18 | 19 | 19 | 19 | 19 | 18 | 18 | 18 | 18 | 18 | 18 | 18 | 17 |
| Rayo             | 12 | 16 | 19 | 12 | 9  | 11 | 15 | 15 | 14 | 15 | 12 | 13 | 14 | 16 | 18 | 18 | 19 | 19 | 19 | 18 | 17 | 18 | 15 | 15 | 15 | 16 | 17 | 17 | 16 | 16 | 16 | 16 | 16 | 16 | 16 | 17 | 19 | 18 |
| Getafe           | 18 | 19 | 20 | 14 | 17 | 13 | 14 | 11 | 13 | 14 | 15 | 16 | 13 | 15 | 14 | 15 | 14 | 13 | 12 | 10 | 10 | 11 | 12 | 13 | 14 | 15 | 16 | 16 | 18 | 18 | 19 | 19 | 20 | 19 | 19 | 19 | 17 | 19 |
| Levante          | 16 | 13 | 14 | 17 | 16 | 19 | 18 | 18 | 20 | 20 | 20 | 19 | 20 | 19 | 20 | 20 | 20 | 20 | 20 | 20 | 20 | 20 | 20 | 20 | 19 | 20 | 20 | 20 | 20 | 20 | 20 | 20 | 19 | 20 | 20 | 20 | 20 | 20 |

## Resultados
Los horarios corresponden a la CET (Hora Central Europea) UTC+1 en horario estándar y UTC+2 en horario de verano.
| Málaga                 | 0 - 0 | Sevilla       | La Rosaleda        | 21 de agosto | 20:30 | Canal+ Liga      |
| Deportivo de La Coruña | 0 - 0 | Real Sociedad | Riazor             | 22 de agosto | 18:30 | Canal+ Liga      |
| Espanyol               | 1 - 0 | Getafe        | Cornellá-El Prat   | 22 de agosto | 18:30 | Canal+ Liga      |
| Atlético de Madrid     | 1 - 0 | Las Palmas    | Vicente Calderón   | 22 de agosto | 20:30 | Canal+ Liga      |
| Rayo Vallecano         | 0 - 0 | Valencia      | Vallecas           | 22 de agosto | 22:30 | Canal+ Liga      |
| Athletic Club          | 0 - 1 | Barcelona     | San Mamés          | 23 de agosto | 18:30 | Canal+ Liga      |
| Sporting de Gijón      | 0 - 0 | Real Madrid   | El Molinón         | 23 de agosto | 20:30 | Canal+ Partidazo |
| Levante                | 1 - 2 | Celta de Vigo | Ciutat de València | 23 de agosto | 22:00 | La 1             |
| Real Betis             | 1 - 1 | Villarreal    | Benito Villamarín  | 23 de agosto | 22:30 | Canal+ Liga      |
| Granada                | 1 - 3 | Eibar         | Nuevo Los Cármenes | 24 de agosto | 20:30 | Canal+ Liga      |

| Villarreal    | 3 - 1 | Espanyol               | El Madrigal            | 28 de agosto | 20:30 | Canal+ Liga      |
| Real Sociedad | 0 - 0 | Sporting de Gijón      | Anoeta                 | 29 de agosto | 18:30 | Canal+ Liga      |
| Barcelona     | 1 - 0 | Málaga                 | Camp Nou               | 29 de agosto | 20:30 | Canal+ Liga      |
| Celta de Vigo | 3 - 0 | Rayo Vallecano         | Balaídos               | 29 de agosto | 22:00 | La 1             |
| Real Madrid   | 5 - 0 | Real Betis             | Santiago Bernabéu      | 29 de agosto | 22:30 | Canal+ Liga      |
| Eibar         | 2 - 0 | Athletic Club          | Ipurúa                 | 30 de agosto | 18:30 | Canal+ Liga      |
| Valencia      | 1 - 1 | Deportivo de La Coruña | Mestalla               | 30 de agosto | 20:30 | Canal+ Liga      |
| Sevilla       | 0 - 3 | Atlético de Madrid     | Ramón Sánchez Pizjuán  | 30 de agosto | 20:30 | Canal+ Partidazo |
| Getafe        | 1 - 2 | Granada                | Coliseum Alfonso Pérez | 30 de agosto | 22:30 | Canal+ Liga      |
| Las Palmas    | 0 - 0 | Levante                | Gran Canaria           | 30 de agosto | 22:30 | Canal+ Liga      |

| Levante            | 1 - 1 | Sevilla                | Ciutat de València | 11 de septiembre | 20:30 | Canal+ Liga      |
| Espanyol           | 0 - 6 | Real Madrid            | Cornellá-El Prat   | 12 de septiembre | 16:00 | Canal+ Liga      |
| Sporting de Gijón  | 0 - 1 | Valencia               | El Molinón         | 12 de septiembre | 18:15 | Canal+ Liga      |
| Atlético de Madrid | 1 - 2 | Barcelona              | Vicente Calderón   | 12 de septiembre | 20:30 | Canal+ Partidazo |
| Real Betis         | 1 - 0 | Real Sociedad          | Benito Villamarín  | 12 de septiembre | 22:00 | La 1             |
| Granada            | 1 - 3 | Villarreal             | Nuevo Los Cármenes | 13 de septiembre | 12:00 | Canal+ Liga      |
| Athletic Club      | 3 - 1 | Getafe                 | San Mamés          | 13 de septiembre | 16:00 | Canal+ Liga      |
| Celta de Vigo      | 3 - 3 | Las Palmas             | Balaídos           | 13 de septiembre | 18:15 | Canal+ Liga      |
| Málaga             | 0 - 0 | Éibar                  | La Rosaleda        | 13 de septiembre | 20:30 | Canal+ Liga      |
| Rayo Vallecano     | 1 - 3 | Deportivo de La Coruña | Vallecas           | 14 de septiembre | 20:30 | Canal+ Liga      |

| Getafe                 | 1 - 0 | Málaga             | Coliseum Alfonso Pérez | 18 de septiembre | 20:30 | Canal+ Liga      |
| Real Madrid            | 1 - 0 | Granada            | Santiago Bernabéu      | 19 de septiembre | 16:00 | Canal+ Liga      |
| Valencia               | 0 - 0 | Real Betis         | Mestalla               | 19 de septiembre | 18:15 | Canal+ Liga      |
| Éibar                  | 0 - 2 | Atlético de Madrid | Ipurúa                 | 19 de septiembre | 20:30 | Canal+ Liga      |
| Real Sociedad          | 2 - 3 | Espanyol           | Anoeta                 | 19 de septiembre | 22:00 | La 1             |
| Sevilla                | 1 - 2 | Celta de Vigo      | Ramón Sánchez Pizjuán  | 20 de septiembre | 12:00 | Canal+ Liga      |
| Deportivo de La Coruña | 2 - 3 | Real Sporting      | Riazor                 | 20 de septiembre | 16:00 | Canal+ Liga      |
| Villarreal             | 3 - 1 | Athletic Club      | El Madrigal            | 20 de septiembre | 18:15 | Canal+ Liga      |
| Barcelona              | 4 - 1 | Levante            | Camp Nou               | 20 de septiembre | 20:30 | Canal+ Partidazo |
| Las Palmas             | 0 - 1 | Rayo Vallecano     | Gran Canaria           | 20 de septiembre | 20:30 | Canal+ Liga      |

| Espanyol           | 1 - 0 | Valencia               | Cornellá-El Prat            | 22 de septiembre | 20:00 | Canal+ Liga      |
| Atlético de Madrid | 2 - 0 | Getafe                 | Vicente Calderón            | 22 de septiembre | 20:00 | Canal+ Liga      |
| Granada            | 0 - 3 | Real Sociedad          | Nuevo Los Cármenes          | 22 de septiembre | 22:00 | Canal+ Liga      |
| Celta de Vigo      | 4 - 1 | Barcelona              | Balaídos                    | 23 de septiembre | 20:00 | Canal+ Liga      |
| Rayo Vallecano     | 2 - 1 | Sporting de Gijón      | Campo de fútbol de Vallecas | 23 de septiembre | 20:00 | Canal+ Liga      |
| Levante            | 2 - 2 | Éibar                  | Ciutat de València          | 23 de septiembre | 20:00 | Canal+ Liga      |
| Athletic Club      | 1 - 2 | Real Madrid            | San Mamés                   | 23 de septiembre | 21:00 | Canal+ Partidazo |
| Málaga             | 0 - 1 | Villarreal             | La Rosaleda                 | 23 de septiembre | 22:00 | Canal+ Liga      |
| Las Palmas         | 2 - 0 | Sevilla                | Gran Canaria                | 23 de septiembre | 22:00 | Canal+ Liga      |
| Real Betis         | 1 - 2 | Deportivo de La Coruña | Benito Villamarín           | 24 de septiembre | 22:05 | La 1             |

| Valencia            | 1 - 0 | Granada            | Mestalla              | 25 de septiembre | 20:30 | Canal+ Liga      |
| Barcelona           | 2 - 1 | Las Palmas         | Camp Nou              | 26 de septiembre | 16:00 | Canal+ Liga      |
| Real Madrid         | 0 - 0 | Málaga             | Santiago Bernabéu     | 26 de septiembre | 18:15 | Canal+ Liga      |
| Sevilla             | 3 - 2 | Rayo Vallecano     | Ramón Sánchez Pizjuán | 26 de septiembre | 20:30 | Canal+ Liga      |
| Villarreal          | 1 - 0 | Atlético de Madrid | El Madrigal           | 26 de septiembre | 20:30 | Canal+ Liga      |
| Éibar               | 1 - 1 | Celta de Vigo      | Ipurúa                | 26 de septiembre | 22:00 | La 1             |
| Sporting de Gijón   | 1 - 2 | Real Betis         | El Molinón            | 27 de septiembre | 12:00 | Canal+ Liga      |
| Deportivo La Coruña | 3 - 0 | Español            | Riazor                | 27 de septiembre | 16:00 | Canal+ Liga      |
| Getafe              | 3 - 0 | Levante            | Alfonso Pérez         | 27 de septiembre | 18:15 | Canal+ Liga      |
| Real Sociedad       | 0 - 0 | Athletic Club      | Anoeta                | 27 de septiembre | 20:30 | Canal+ Partidazo |

| Celta de Vigo      | 0 - 0 | Getafe                 | Balaídos                    | 2 de octubre | 20:30 | Canal+ Liga      |
| Sevilla            | 2 - 1 | Barcelona              | Ramón Sánchez Pizjuán       | 3 de octubre | 16:00 | Canal+ Liga      |
| Granada            | 1 - 1 | Deportivo de La Coruña | Nuevo Los Cármenes          | 3 de octubre | 18:15 | Canal+ Liga      |
| Espanyol           | 1 - 2 | Sporting de Gijón      | Cornellà-El Prat            | 3 de octubre | 20:30 | Canal+ Liga      |
| Las Palmas         | 0 - 2 | Eibar                  | Gran Canaria                | 3 de octubre | 22:00 | Canal+ Liga      |
| Málaga             | 3 - 1 | Real Sociedad          | La Rosaleda                 | 3 de octubre | 22:05 | La 1             |
| Rayo Vallecano     | 0 - 2 | Real Betis             | Campo de fútbol de Vallecas | 4 de octubre | 12:00 | Canal+ Liga      |
| Athletic Club      | 3 - 1 | Valencia               | San Mamés                   | 4 de octubre | 16:00 | Canal+ Liga      |
| Levante            | 1 - 0 | Villarreal             | Ciutat de València          | 4 de octubre | 18:15 | Canal+ Liga      |
| Atlético de Madrid | 1 - 1 | Real Madrid            | Vicente Calderón            | 4 de octubre | 20:30 | Canal+ Partidazo |

| Real Madrid            | 3 - 0 | Levante            | Santiago Bernabéu | 17 de octubre | 16:00 | Canal+ Liga      |
| Éibar                  | 1 - 1 | Sevilla            | Ipurúa            | 17 de octubre | 18:15 | Canal+ Liga      |
| Barcelona              | 5 - 2 | Rayo Vallecano     | Camp Nou          | 17 de octubre | 20:30 | Canal+ Partidazo |
| Valencia               | 3 - 0 | Málaga             | Mestalla          | 17 de octubre | 22:00 | Canal+ Liga      |
| Real Betis             | 1 - 3 | Espanyol           | Benito Villamarín | 17 de octubre | 22:05 | La 1             |
| Villarreal             | 1 - 2 | Celta de Vigo      | El Madrigal       | 18 de octubre | 12:00 | Canal+ Liga      |
| Real Sociedad          | 0 - 2 | Atlético de Madrid | Anoeta            | 18 de octubre | 16:00 | Canal+ Liga      |
| Getafe                 | 4 - 0 | Las Palmas         | Alfonso Pérez     | 18 de octubre | 18:15 | Canal+ Liga      |
| Deportivo de La Coruña | 2 - 2 | Athletic Club      | Riazor            | 18 de octubre | 20:30 | Canal+ Liga      |
| Sporting de Gijón      | 3 - 3 | Granada            | El Molinón        | 19 de octubre | 20:30 | Canal+ Liga      |

| Rayo Vallecano     | 3 - 0 | Espanyol               | Campo de fútbol de Vallecas | 23 de octubre | 20:30 | Canal+ Liga      |
| Celta de Vigo      | 1 - 3 | Real Madrid            | Balaídos                    | 24 de octubre | 16:00 | Canal+ Liga      |
| Granada            | 1 - 1 | Real Betis             | Nuevo Los Cármenes          | 24 de octubre | 18:15 | Canal+ Liga      |
| Sevilla            | 5 - 0 | Getafe                 | Ramón Sánchez Pizjuán       | 24 de octubre | 20:30 | Canal+ Liga      |
| Málaga             | 2 - 0 | Deportivo de La Coruña | La Rosaleda                 | 24 de octubre | 22:05 | La 1             |
| Levante            | 0 - 4 | Real Sociedad          | Ciutat de València          | 25 de octubre | 12:00 | Canal+ Liga      |
| Las Palmas         | 0 - 0 | Villarreal             | Gran Canaria                | 25 de octubre | 16:00 | Canal+ Liga      |
| Barcelona          | 3 - 1 | Éibar                  | Camp Nou                    | 25 de octubre | 18:15 | Canal+ Liga      |
| Atlético de Madrid | 2 - 1 | Valencia               | Vicente Calderón            | 25 de octubre | 20:30 | Canal+ Partidazo |
| Athletic Club      | 3 - 0 | Sporting de Gijón      | San Mamés                   | 26 de octubre | 20:30 | Canal+ Liga      |

| Deportivo de La Coruña | 1 - 1 | Atlético de Madrid | Riazor                 | 30 de octubre  | 20:30 | Canal+ Liga      |
| Real Madrid            | 3 - 1 | Las Palmas         | Santiago Bernabéu      | 31 de octubre  | 16:00 | Canal+ Liga      |
| Valencia               | 3 - 0 | Levante U. D.      | Mestalla               | 31 de octubre  | 18:15 | Canal+ Liga      |
| Villarreal             | 2 - 1 | Sevilla            | El Madrigal            | 31 de octubre  | 18:15 | Canal+ Liga      |
| Getafe                 | 0 - 2 | Barcelona          | Coliseum Alfonso Pérez | 31 de octubre  | 20:30 | Canal+ Partidazo |
| Real Sociedad          | 2 - 3 | Celta de Vigo      | Anoeta                 | 31 de octubre  | 22:05 | La 1             |
| Eibar                  | 1 - 0 | Rayo Vallecano     | Ipurúa                 | 1 de noviembre | 12:00 | Canal+ Liga      |
| Espanyol               | 1 - 1 | Granada            | Cornellà-El Prat       | 1 de noviembre | 16:00 | Canal+ Liga      |
| Sporting de Gijón      | 1 - 0 | Málaga             | El Molinón             | 1 de noviembre | 18:15 | Canal+ Liga      |
| Real Betis             | 1 - 3 | Athletic Club      | Benito Villamarín      | 1 de noviembre | 20:30 | Canal+ Liga      |

| Las Palmas         | 2 - 0 | Real Sociedad          | Gran Canaria                | 6 de noviembre | 20:30 | Canal+ Liga      |
| Celta de Vigo      | 1 - 5 | Valencia               | Balaídos                    | 7 de noviembre | 16:00 | Canal+ Liga      |
| Levante            | 1 - 1 | Deportivo de La Coruña | Ciutat de València          | 7 de noviembre | 18:15 | Canal+ Liga      |
| Rayo Vallecano     | 2 - 1 | Granada                | Campo de fútbol de Vallecas | 7 de noviembre | 20:30 | Canal+ Liga      |
| Eibar              | 3 - 1 | Getafe                 | Ipurúa                      | 7 de noviembre | 20:30 | Canal+ Liga      |
| Málaga             | 0 - 1 | Real Betis             | La Rosaleda                 | 7 de noviembre | 22:05 | La 1             |
| Athletic Club      | 2 - 1 | Espanyol               | San Mamés                   | 8 de noviembre | 12:00 | Canal+ Liga      |
| Barcelona          | 3 - 0 | Villarreal             | Camp Nou                    | 8 de noviembre | 16:00 | Canal+ Liga      |
| Atlético de Madrid | 1 - 0 | Sporting de Gijón      | Vicente Calderón            | 8 de noviembre | 18:15 | Canal+ Liga      |
| Sevilla            | 3 - 2 | Real Madrid            | Ramón Sánchez Pizjuán       | 8 de noviembre | 20:30 | Canal+ Partidazo |

| Real Sociedad          | 2 - 0 | Sevilla            | Anoeta                 | 21 de noviembre | 16:00 | Canal+ Liga      |
| Real Madrid            | 0 - 4 | Barcelona          | Santiago Bernabéu      | 21 de noviembre | 18:15 | Canal+ Liga      |
| Espanyol               | 2 - 0 | Málaga             | Cornellà-El Prat       | 21 de noviembre | 20:30 | Canal+ Liga      |
| Valencia               | 1 - 1 | Las Palmas         | Mestalla               | 21 de noviembre | 22:00 | Canal+ Liga      |
| Deportivo de La Coruña | 2 - 0 | Celta de Vigo      | Riazor                 | 21 de noviembre | 22:05 | La 1             |
| Sporting de Gijón      | 0 - 3 | Levante            | El Molinón             | 22 de noviembre | 12:00 | Canal+ Liga      |
| Villarreal             | 1 - 1 | Éibar              | El Madrigal            | 22 de noviembre | 16:00 | Canal+ Liga      |
| Granada                | 2 - 0 | Athletic Club      | Nuevo Los Carmenes     | 22 de noviembre | 18:15 | Canal+ Liga      |
| Real Betis             | 0 - 1 | Atlético de Madrid | Benito Villamarín      | 22 de noviembre | 20:30 | Canal+ Partidazo |
| Getafe                 | 1 - 1 | Rayo Vallecano     | Coliseum Alfonso Pérez | 23 de noviembre | 20:30 | Canal+ Liga      |

| Levante            | 0 - 1 | Real Betis             | Ciutat de València          | 27 de noviembre | 20:30 | Canal+ Liga      |
| Barcelona          | 4 - 0 | Real Sociedad          | Camp Nou                    | 28 de noviembre | 16:00 | Canal+ Liga      |
| Atlético de Madrid | 1 - 0 | Español                | Vicente Calderón            | 28 de noviembre | 18:15 | Canal+ Liga      |
| Málaga             | 2 - 2 | Granada                | La Rosaleda                 | 28 de noviembre | 20:30 | Canal+ Liga      |
| Las Palmas         | 0 - 2 | Deportivo de La Coruña | Gran Canaria                | 28 de noviembre | 22:00 | Canal+ Liga      |
| Celta de Vigo      | 2 - 1 | Sporting de Gijón      | Balaídos                    | 28 de noviembre | 22:05 | La 1             |
| Getafe             | 2 - 0 | Villarreal             | Coliseum Alfonso Pérez      | 29 de noviembre | 12:00 | Canal+ Liga      |
| Éibar              | 0 - 2 | Real Madrid            | Ipurúa                      | 29 de noviembre | 16:00 | Canal+ Liga      |
| Rayo Vallecano     | 0 - 3 | Athletic Club          | Campo de fútbol de Vallecas | 29 de noviembre | 18:15 | Canal+ Liga      |
| Sevilla            | 1 - 0 | Valencia               | Ramón Sánchez Pizjuán       | 29 de noviembre | 20:30 | Canal+ Partidazo |

| Real Madrid            | 4 - 1 | Getafe             | Santiago Bernabéu  | 5 de diciembre | 16:00 | Canal+ Liga      |
| Granada                | 0 - 2 | Atlético de Madrid | Nuevo Los Carmenes | 5 de diciembre | 18:15 | Canal+ Liga      |
| Valencia               | 1 - 1 | Barcelona          | Mestalla           | 5 de diciembre | 20:30 | Canal+ Partidazo |
| Deportivo de La Coruña | 1 - 1 | Sevilla            | Riazor             | 5 de diciembre | 22:00 | Canal+ Liga      |
| Real Betis             | 1 - 1 | Celta de Vigo      | Benito Villamarín  | 5 de diciembre | 22:05 | La 1             |
| Real Sociedad          | 2 - 1 | Éibar              | Anoeta             | 6 de diciembre | 12:00 | Canal+ Liga      |
| Villarreal             | 2 - 1 | Rayo Vallecano     | El Madrigal        | 6 de diciembre | 16:00 | Canal+ Liga      |
| Sporting de Gijón      | 3 - 1 | Las Palmas         | El Molinón         | 6 de diciembre | 18:15 | Canal+ Liga      |
| Athletic Club          | 0 - 0 | Málaga             | San Mamés          | 6 de diciembre | 20:30 | Canal+ Liga      |
| Español                | 1 - 1 | Levante            | Cornellà-El Prat   | 7 de diciembre | 20:30 | Canal+ Liga      |

| Getafe             | 1 - 1 | Real Sociedad          | Coliseum Alfonso Pérez      | 11 de diciembre | 20:30 | Canal+ Liga      |
| Barcelona          | 2 - 2 | Deportivo de La Coruña | Camp Nou                    | 12 de diciembre | 16:00 | Canal+ Liga      |
| Levante            | 1 - 2 | Granada                | Ciutat de València          | 12 de diciembre | 18:15 | Canal+ Liga      |
| Celta de Vigo      | 1 - 0 | Español                | Balaídos                    | 12 de diciembre | 18:15 | Canal+ Liga      |
| Sevilla            | 2 - 0 | Sporting de Gijón      | Ramón Sánchez Pizjuán       | 12 de diciembre | 20:30 | Canal+ Liga      |
| Las Palmas         | 1 - 0 | Real Betis             | Gran Canaria                | 12 de diciembre | 22:05 | La 1             |
| Rayo Vallecano     | 1 - 2 | Málaga                 | Campo de fútbol de Vallecas | 13 de diciembre | 12:00 | Canal+ Liga      |
| Éibar              | 1 - 1 | Valencia               | Ipurúa                      | 13 de diciembre | 16:00 | Canal+ Liga      |
| Atlético de Madrid | 2 - 1 | Athletic Club          | Vicente Calderón            | 13 de diciembre | 18:15 | Canal+ Liga      |
| Villarreal         | 1 - 0 | Real Madrid            | El Madrigal                 | 13 de diciembre | 20:30 | Canal+ Partidazo |

| Valencia               | 2 - 2  | Getafe             | Mestalla           | 19 de diciembre | 16:00 | Canal+ Liga      |
| Español                | 1 - 0  | Las Palmas         | Cornellà-El Prat   | 19 de diciembre | 18:15 | Canal+ Liga      |
| Real Betis             | 0 - 0  | Sevilla            | Benito Villamarín  | 19 de diciembre | 20:30 | Canal+ Partidazo |
| Deportivo de La Coruña | 2 - 0  | Éibar              | Riazor             | 19 de diciembre | 22:05 | La 1             |
| Real Madrid            | 10 - 2 | Rayo Vallecano     | Santiago Bernabéu  | 20 de diciembre | 16:00 | Canal+ Liga      |
| Real Sociedad          | 0 - 2  | Villarreal         | Anoeta             | 20 de diciembre | 18:15 | Canal+ Liga      |
| Athletic Club          | 2 - 0  | Levante            | San Mamés          | 20 de diciembre | 18:15 | Canal+ Liga      |
| Granada                | 0 - 2  | Celta de Vigo      | Nuevo Los Carmenes | 20 de diciembre | 18:15 | Canal+ Liga      |
| Málaga                 | 1 - 0  | Atlético de Madrid | La Rosaleda        | 20 de diciembre | 20:30 | Canal+ Liga      |
| Sporting de Gijón      | 1 - 3  | Barcelona          | El Molinón         | 17 de febrero   | 18:30 | Canal+ Liga      |

| Real Madrid    | 3 - 1 | Real Sociedad          | Santiago Bernabéu           | 30 de diciembre | 16:00 | Canal+ Liga      |
| Levante        | 0 - 1 | Málaga                 | Ciutat de València          | 30 de diciembre | 16:00 | Canal+ Liga      |
| Sevilla        | 2 - 0 | Español                | Ramón Sánchez Pizjuán       | 30 de diciembre | 18:15 | Canal+ Liga      |
| Rayo Vallecano | 0 - 2 | Atlético de Madrid     | Campo de fútbol de Vallecas | 30 de diciembre | 18:15 | Canal+ Liga      |
| Eibar          | 2 - 0 | Sporting de Gijón      | Ipurúa                      | 30 de diciembre | 18:15 | La 1             |
| Getafe         | 0 - 0 | Deportivo de La Coruña | Coliseum Alfonso Pérez      | 30 de diciembre | 20:30 | Canal+ Liga      |
| Barcelona      | 4 - 0 | Real Betis             | Camp Nou                    | 30 de diciembre | 20:30 | Canal+ Partidazo |
| Celta de Vigo  | 0 - 1 | Athletic Club          | Balaídos                    | 30 de diciembre | 20:30 | Canal+ Liga      |
| Las Palmas     | 4 - 1 | Granada                | Gran Canaria                | 30 de diciembre | 21:00 | Canal+ Liga      |
| Villarreal     | 1 - 0 | Valencia               | El Madrigal                 | 31 de diciembre | 16:00 | Canal+ Liga      |

| Español                | 0 - 0 | Barcelona     | Cornellà-El Prat            | 2 de enero | 16:00 | Canal+ Liga      |
| Atlético de Madrid     | 1 - 0 | Levante       | Vicente Calderón            | 2 de enero | 20:30 | Canal+ Liga      |
| Málaga                 | 2 - 0 | Celta de Vigo | La Rosaleda                 | 2 de enero | 22:05 | La 1             |
| Rayo Vallecano         | 2 - 2 | Real Sociedad | Campo de fútbol de Vallecas | 3 de enero | 12:00 | Canal+ Liga      |
| Granada                | 2 - 1 | Sevilla       | Nuevo Los Carmenes          | 3 de enero | 16:00 | Canal+ Liga      |
| Real Betis             | 0 - 4 | Eibar         | Benito Villamarín           | 3 de enero | 16:00 | Canal+ Liga      |
| Athletic Club          | 2 - 2 | Las Palmas    | San Mamés                   | 3 de enero | 18:15 | Canal+ Liga      |
| Deportivo de La Coruña | 1 - 2 | Villarreal    | Riazor                      | 3 de enero | 18:15 | Canal+ Liga      |
| Valencia               | 2 - 2 | Real Madrid   | Mestalla                    | 3 de enero | 20:30 | Canal+ Partidazo |
| Sporting de Gijón      | 1 - 2 | Getafe        | El Molinón                  | 4 de enero | 20:30 | Canal+ Liga      |

| Barcelona     | 4 - 0 | Granada                | Camp Nou                | 9 de enero  | 16:00 | Canal+ Liga      |
| Sevilla       | 2 - 0 | Athletic Club          | Ramón Sánchez-Pizjuán   | 9 de enero  | 18:15 | Canal+ Liga      |
| Getafe        | 1 - 0 | Real Betis             | Coliseum Alfonso Pérez  | 9 de enero  | 18:15 | Canal+ Liga      |
| Real Madrid   | 5 - 0 | Deportivo de La Coruña | Santiago Bernabéu       | 9 de enero  | 20:30 | Canal+ Liga      |
| Levante       | 2 - 1 | Rayo Vallecano         | Ciutat de València      | 9 de enero  | 22:05 | La 1             |
| Villarreal    | 2 - 0 | Sporting de Gijón      | El Madrigal             | 10 de enero | 12:00 | Canal+ Liga      |
| Real Sociedad | 2 - 0 | Valencia               | Anoeta                  | 10 de enero | 16:00 | Canal+ Liga      |
| Las Palmas    | 1 - 1 | Málaga                 | Estadio de Gran Canaria | 10 de enero | 18:15 | Canal+ Liga      |
| Eibar         | 2 - 1 | Espanyol               | Ipurúa                  | 10 de enero | 18:15 | Canal+ Liga      |
| Celta de Vigo | 0 - 2 | Atlético de Madrid     | Balaídos                | 10 de enero | 20:30 | Canal+ Partidazo |

| Sevilla       | 2 - 1 | Málaga                 | Ramón Sánchez-Pizjuán  | 16 de enero | 16:00 | Canal+ Liga      |
| Celta de Vigo | 4 - 3 | Levante                | Balaídos               | 16 de enero | 18:15 | Canal+ Liga      |
| Villarreal    | 0 - 0 | Real Betis             | El Madrigal            | 16 de enero | 20:30 | Canal+ Liga      |
| Real Sociedad | 1 - 1 | Deportivo de La Coruña | Anoeta                 | 16 de enero | 22:05 | La 1             |
| Valencia      | 2 - 2 | Rayo Vallecano         | Mestalla               | 17 de enero | 12:00 | Canal+ Liga      |
| Real Madrid   | 5 - 1 | Sporting de Gijón      | Santiago Bernabéu      | 17 de enero | 16:00 | Canal+ Liga      |
| Getafe        | 3 - 1 | Espanyol               | Coliseum Alfonso Pérez | 17 de enero | 18:15 | Canal+ Liga      |
| Las Palmas    | 0 - 3 | Atlético de Madrid     | Gran Canaria           | 17 de enero | 18:15 | Canal+ Liga      |
| Barcelona     | 6 - 0 | Athletic Club          | Camp Nou               | 17 de enero | 20:30 | Canal+ Partidazo |
| Eibar         | 5 - 1 | Granada                | Ipurúa                 | 18 de enero | 20:30 | Canal+ Liga      |

| Sporting de Gijón      | 5 - 1 | Real Sociedad | El Molinón                  | 22 de enero | 20:30 | Canal+ Liga      |
| Málaga                 | 1 - 2 | Barcelona     | La Rosaleda                 | 23 de enero | 16:00 | Canal+ Liga      |
| Español                | 2 - 2 | Villarreal    | Cornellà-El Prat            | 23 de enero | 18:15 | Canal+ Liga      |
| Granada                | 3 - 2 | Getafe        | Nuevo Los Carmenes          | 23 de enero | 20:30 | Canal+ Liga      |
| Rayo Vallecano         | 3 - 0 | Celta de Vigo | Campo de fútbol de Vallecas | 23 de enero | 22:05 | La 1             |
| Athletic Club          | 5 - 2 | Éibar         | San Mamés                   | 24 de enero | 12:00 | Canal+ Liga      |
| Atlético de Madrid     | 0 - 0 | Sevilla       | Vicente Calderón            | 24 de enero | 16:00 | Canal+ Liga      |
| Deportivo de La Coruña | 1 - 1 | Valencia      | Riazor                      | 24 de enero | 18:15 | Canal+ Liga      |
| Real Betis             | 1 - 1 | Real Madrid   | Benito Villamarín           | 24 de enero | 20:30 | Canal+ Partidazo |
| Levante                | 3 - 2 | Las Palmas    | Ciutat de València          | 25 de enero | 20:30 | Canal+ Liga      |

| Barcelona              | 2 - 1 | Atlético de Madrid | Camp Nou               | 30 de enero  | 16:00 | Canal+ Liga      |
| Éibar                  | 1 - 2 | Málaga             | Ipurúa                 | 30 de enero  | 18:15 | Canal+ Liga      |
| Getafe                 | 0 - 1 | Athletic Club      | Coliseum Alfonso Pérez | 30 de enero  | 18:15 | Canal+ Liga      |
| Villarreal             | 1 - 0 | Granada            | El Madrigal            | 30 de enero  | 20:30 | Canal+ Liga      |
| Real Sociedad          | 2 - 1 | Real Betis         | Anoeta                 | 30 de enero  | 22:05 | La 1             |
| Sevilla                | 3 - 1 | Levante            | Ramón Sánchez-Pizjuán  | 31 de enero  | 12:00 | Canal+ Liga      |
| Valencia               | 0 - 1 | Sporting de Gijón  | Mestalla               | 31 de enero  | 16:00 | Canal+ Liga      |
| Las Palmas             | 2 - 1 | Celta de Vigo      | Gran Canaria           | 31 de enero  | 18:15 | Canal+ Liga      |
| Real Madrid            | 6 - 0 | Español            | Santiago Bernabéu      | 31 de enero  | 20:30 | Canal+ Partidazo |
| Deportivo de La Coruña | 2 - 2 | Rayo Vallecano     | Riazor                 | 1 de febrero | 20:30 | Canal+ Liga      |

| Málaga             | 3 - 0 | Getafe                 | La Rosaleda                 | 5 de febrero | 20:30 | Canal+ Liga      |
| Atlético de Madrid | 3 - 1 | Éibar                  | Vicente Calderón            | 6 de febrero | 16:00 | Canal+ Liga      |
| Rayo Vallecano     | 2 - 0 | Las Palmas             | Campo de fútbol de Vallecas | 6 de febrero | 18:15 | Canal+ Liga      |
| Athletic Club      | 0 - 0 | Villarreal             | San Mamés                   | 6 de febrero | 20:30 | Canal+ Liga      |
| Sporting de Gijón  | 1 - 1 | Deportivo de La Coruña | El Molinón                  | 6 de febrero | 22:05 | Teledeporte      |
| Levante            | 0 - 2 | Barcelona              | Ciutat de València          | 7 de febrero | 12:00 | Canal+ Liga      |
| Real Betis         | 1 - 0 | Valencia               | Benito Villamarín           | 7 de febrero | 16:00 | Canal+ Liga      |
| Celta de Vigo      | 1 - 1 | Sevilla                | Balaídos                    | 7 de febrero | 18:15 | Canal+ Liga      |
| Granada            | 1 - 2 | Real Madrid            | Nuevo Los Carmenes          | 7 de febrero | 20:30 | Canal+ Partidazo |
| Español            | 0 - 5 | Real Sociedad          | Cornellà-El Prat            | 8 de febrero | 20:30 | Canal+ Liga      |

| Sporting de Gijón      | 2 - 2 | Rayo Vallecano     | El Molinón             | 12 de febrero | 20:30 | Canal+ Liga      |
| Real Madrid            | 4 - 2 | Athletic Club      | Santiago Bernabéu      | 13 de febrero | 16:00 | Canal+ Liga      |
| Villarreal             | 1 - 0 | Málaga C. F.       | El Madrigal            | 13 de febrero | 18:15 | Canal+ Liga      |
| Valencia               | 2 - 1 | Español            | Mestalla               | 13 de febrero | 20:30 | Canal+ Liga      |
| Deportivo de La Coruña | 2 - 2 | Real Betis         | Riazor                 | 13 de febrero | 22:05 | La 1             |
| Real Sociedad          | 3 - 0 | Granada            | Anoeta                 | 14 de febrero | 12:00 | Canal+ Liga      |
| Sevilla                | 2 - 0 | Las Palmas         | Ramón Sánchez-Pizjuán  | 14 de febrero | 16:00 | Canal+ Liga      |
| Getafe                 | 0 - 1 | Atlético de Madrid | Coliseum Alfonso Pérez | 14 de febrero | 18:15 | Canal+ Liga      |
| Eibar                  | 2 - 0 | Levante            | Ipurúa                 | 14 de febrero | 18:15 | Canal+ Liga      |
| Barcelona              | 6 - 1 | Celta de Vigo      | Camp Nou               | 14 de febrero | 20:30 | Canal+ Partidazo |

| Levante            | 3 - 0 | Getafe                 | Ciutat de València          | 19 de febrero | 20:30 | Canal+ Liga      |
| Las Palmas         | 1 - 2 | Barcelona              | Gran Canaria                | 20 de febrero | 16:00 | Canal+ Liga      |
| Español            | 1 - 0 | Deportivo de La Coruña | Cornellà-El Prat            | 20 de febrero | 18:15 | Canal+ Liga      |
| Real Betis         | 1 - 1 | Sporting de Gijón      | Benito Villamarín           | 20 de febrero | 20:30 | Canal+ Liga      |
| Celta de Vigo      | 3 - 2 | Éibar                  | Balaídos                    | 20 de febrero | 22:05 | La 1             |
| Rayo Vallecano     | 2 - 2 | Sevilla                | Campo de fútbol de Vallecas | 21 de febrero | 12:00 | Canal+ Liga      |
| Málaga             | 1 - 1 | Real Madrid            | La Rosaleda                 | 21 de febrero | 16:00 | Canal+ Liga      |
| Granada            | 1 - 2 | Valencia               | Nuevo Los Carmenes          | 21 de febrero | 18:15 | Canal+ Liga      |
| Athletic Club      | 0 - 1 | Real Sociedad          | San Mamés                   | 21 de febrero | 18:15 | Canal+ Liga      |
| Atlético de Madrid | 0 - 0 | Villarreal             | Vicente Calderón            | 21 de febrero | 20:30 | Canal+ Partidazo |

| Éibar                  | 0 - 1 | Las Palmas         | Ipurúa                 | 26 de febrero | 20:30 | Canal+ Liga      |
| Real Madrid            | 0 - 1 | Atlético de Madrid | Santiago Bernabéu      | 27 de febrero | 16:00 | Canal+ Liga      |
| Getafe                 | 0 - 1 | Celta de Vigo      | Coliseum Alfonso Pérez | 27 de febrero | 18:15 | Canal+ Liga      |
| Sporting de Gijón      | 2 - 4 | Español            | El Molinón             | 27 de febrero | 18:15 | Canal+ Liga      |
| Real Betis             | 2 - 2 | Rayo Vallecano     | Benito Villamarín      | 27 de febrero | 20:30 | Canal+ Liga      |
| Real Sociedad          | 1 - 1 | Málaga             | Anoeta                 | 27 de febrero | 22:05 | La 1             |
| Villarreal             | 3 - 0 | Levante            | El Madrigal            | 28 de febrero | 12:00 | Canal+ Liga      |
| Valencia               | 0 - 3 | Athletic Club      | Mestalla               | 28 de febrero | 16:00 | Canal+ Liga      |
| Deportivo de La Coruña | 0 - 1 | Granada            | Riazor                 | 28 de febrero | 18:15 | Canal+ Liga      |
| Barcelona              | 2 - 1 | Sevilla            | Camp Nou               | 28 de febrero | 20:30 | Canal+ Partidazo |

| Atlético de Madrid | 3 - 0 | Real Sociedad          | Vicente Calderón            | 1 de marzo | 21:00 | Canal+ Liga      |
| Las Palmas         | 4 - 0 | Getafe                 | Gran Canaria                | 1 de marzo | 22:00 | Canal+ Liga      |
| Sevilla            | 1 - 0 | Éibar                  | Ramón Sánchez-Pizjuán       | 2 de marzo | 20:00 | Canal+ Liga      |
| Málaga             | 1 - 2 | Valencia               | La Rosaleda                 | 2 de marzo | 20:00 | Canal+ Liga      |
| Athletic Club      | 4 - 1 | Deportivo de La Coruña | San Mamés                   | 2 de marzo | 20:00 | Canal+ Liga      |
| Celta de Vigo      | 0 - 0 | Villarreal             | Balaídos                    | 2 de marzo | 20:00 | Canal+ Liga      |
| Levante            | 1 - 3 | Real Madrid            | Ciutat de València          | 2 de marzo | 21:00 | Canal+ Partidazo |
| Granada            | 2 - 0 | Sporting de Gijón      | Nuevo Los Carmenes          | 3 de marzo | 20:00 | Canal+ Liga      |
| Español            | 0 - 3 | Real Betis             | Cornellà-El Prat            | 3 de marzo | 20:30 | Teledeporte      |
| Rayo Vallecano     | 1 - 5 | Barcelona              | Campo de fútbol de Vallecas | 3 de marzo | 21:00 | Canal+ Liga      |

| Real Madrid            | 7 - 1 | Celta de Vigo      | Santiago Bernabéu      | 5 de marzo | 16:00 | Canal+ Liga      |
| Villarreal             | 0 - 1 | Las Palmas         | El Madrigal            | 5 de marzo | 18:15 | Canal+ Liga      |
| Getafe                 | 1 - 1 | Sevilla            | Coliseum Alfonso Pérez | 5 de marzo | 20:30 | Canal+ Liga      |
| Deportivo de La Coruña | 3 - 3 | Málaga             | Riazor                 | 5 de marzo | 22:00 | La 1             |
| Real Betis             | 2 - 0 | Granada            | Benito Villamarín      | 6 de marzo | 12:00 | Canal+ Liga      |
| Éibar                  | 0 - 4 | Barcelona          | Ipurúa                 | 6 de marzo | 16:00 | Canal+ Liga      |
| Real Sociedad          | 1 - 1 | Levante            | Anoeta                 | 6 de marzo | 18:15 | Canal+ Liga      |
| Sporting de Gijón      | 0 - 2 | Athletic Club      | El Molinón             | 6 de marzo | 18:15 | Canal+ Liga      |
| Valencia               | 1 - 3 | Atlético de Madrid | Mestalla               | 6 de marzo | 20:30 | Canal+ Partidazo |
| Español                | 2 - 1 | Rayo Vallecano     | Cornellà-El Prat       | 7 de marzo | 20:30 | Canal+ Liga      |

| Málaga             | 1 - 0 | Sporting de Gijón      | La Rosaleda                 | 11 de marzo | 20:30 | Canal+ Liga      |
| Barcelona          | 6 - 0 | Getafe                 | Camp Nou                    | 12 de marzo | 16:00 | Canal+ Liga      |
| Celta de Vigo      | 1 - 0 | Real Sociedad          | Balaídos                    | 12 de marzo | 18:15 | Canal+ Liga      |
| Atlético de Madrid | 3 - 0 | Deportivo de La Coruña | Vicente Calderón            | 12 de marzo | 20:30 | Canal+ Liga      |
| Rayo Vallecano     | 1 - 1 | Éibar                  | Campo de fútbol de Vallecas | 12 de marzo | 22:00 | La 1             |
| Levante            | 1 - 0 | Valencia               | Ciutat de València          | 13 de marzo | 12:00 | Canal+ Liga      |
| Sevilla            | 4 - 2 | Villarreal             | Ramón Sánchez-Pizjuán       | 13 de marzo | 16:00 | Canal+ Liga      |
| Athletic Club      | 3 - 1 | Real Betis             | San Mamés                   | 13 de marzo | 18:15 | Canal+ Liga      |
| Las Palmas         | 1 - 2 | Real Madrid            | Gran Canaria                | 13 de marzo | 20:30 | Canal+ Partidazo |
| Granada            | 1 - 1 | Español                | Nuevo Los Cármenes          | 14 de marzo | 20:30 | Canal+ Liga      |

| Getafe                 | 1 - 1 | Éibar              | Coliseum Alfonso Pérez | 18 de marzo | 20:30 | Canal+ Liga      |
| Sporting de Gijón      | 2 - 1 | Atlético de Madrid | El Molinón             | 19 de marzo | 16:00 | Canal+ Liga      |
| Granada                | 2 - 2 | Rayo Vallecano     | Nuevo Los Carmenes     | 19 de marzo | 18:15 | Canal+ Liga      |
| Real Sociedad          | 0 - 1 | Las Palmas         | Anoeta                 | 19 de marzo | 18:15 | Canal+ Liga      |
| Deportivo de La Coruña | 2 - 1 | Levante            | Riazor                 | 19 de marzo | 20:30 | Canal+ Liga      |
| Real Betis             | 0 - 1 | Málaga             | Benito Villamarín      | 19 de marzo | 22:05 | La 1             |
| Español                | 2 - 1 | Athletic Club      | Cornellà-El Prat       | 20 de marzo | 12:00 | Canal+ Liga      |
| Villarreal             | 2 - 2 | Barcelona          | El Madrigal            | 20 de marzo | 16:00 | Canal+ Liga      |
| Valencia               | 0 - 2 | Celta de Vigo      | Mestalla               | 20 de marzo | 18:15 | Canal+ Liga      |
| Real Madrid            | 4 - 0 | Sevilla            | Santiago Bernabéu      | 20 de marzo | 20:30 | Canal+ Partidazo |

| Rayo Vallecano     | 2 - 0 | Getafe                 | Campo de fútbol de Vallecas | 1 de abril | 20:30 | Canal+ Liga      |
| Atlético de Madrid | 5 - 1 | Real Betis             | Vicente Calderón            | 2 de abril | 16:00 | Canal+ Liga      |
| Las Palmas         | 2 - 1 | Valencia               | Gran Canaria                | 2 de abril | 18:15 | Canal+ Liga      |
| Barcelona          | 1 - 2 | Real Madrid            | Camp Nou                    | 2 de abril | 20:30 | Canal+ Partidazo |
| Celta de Vigo      | 1 - 1 | Deportivo de La Coruña | Balaídos                    | 2 de abril | 22:05 | La 1             |
| Athletic Club      | 1 - 1 | Granada                | San Mamés                   | 3 de abril | 12:00 | Canal+ Liga      |
| Málaga             | 1 - 1 | Español                | La Rosaleda                 | 3 de abril | 16:00 | Canal+ Liga      |
| Éibar              | 1 - 2 | Villarreal             | Ipurúa                      | 3 de abril | 18:15 | Canal+ Liga      |
| Sevilla            | 1 - 2 | Real Sociedad          | Ramón Sánchez-Pizjuán       | 3 de abril | 20:30 | Canal+ Liga      |
| Levante            | 0 - 0 | Sporting de Gijón      | Ciutat de València          | 4 de abril | 20:30 | Canal+ Liga      |

| Granada                | 0 - 0 | Málaga             | Nuevo Los Carmenes | 8 de abril  | 20:30 | Canal+ Liga      |
| Real Madrid            | 4 - 0 | Éibar              | Santiago Bernabéu  | 9 de abril  | 16:00 | Canal+ Liga      |
| Español                | 1 - 3 | Atlético de Madrid | Cornellà-El Prat   | 9 de abril  | 18:15 | Canal+ Liga      |
| Real Sociedad          | 1 - 0 | Barcelona          | Anoeta             | 9 de abril  | 20:30 | Canal+ Partidazo |
| Real Betis             | 1 - 0 | Levante            | Benito Villamarín  | 9 de abril  | 22:05 | La 1             |
| Sporting de Gijón      | 0 - 1 | Celta de Vigo      | El Molinón         | 10 de abril | 12:00 | Canal+ Liga      |
| Valencia               | 2 - 1 | Sevilla            | Mestalla           | 10 de abril | 16:00 | Canal+ Liga      |
| Villarreal             | 2 - 0 | Getafe             | El Madrigal        | 10 de abril | 18:15 | Canal+ Liga      |
| Athletic Club          | 1 - 0 | Rayo Vallecano     | San Mamés          | 10 de abril | 20:30 | Canal+ Liga      |
| Deportivo de La Coruña | 1 - 3 | Las Palmas         | Riazor             | 11 de abril | 20:30 | Canal+ Liga      |

| Levante            | 2 - 1 | Español                | Ciutat de València          | 15 de abril | 20:30 | Canal+ Liga      |
| Getafe             | 1 - 5 | Real Madrid            | Coliseum Alfonso Pérez      | 16 de abril | 16:00 | Canal+ Liga      |
| Las Palmas         | 1 - 1 | Sporting de Gijón      | Gran Canaria                | 16 de abril | 18:15 | Canal+ Liga      |
| Eibar              | 2 - 1 | Real Sociedad          | Ipurúa                      | 16 de abril | 20:30 | Canal+ Liga      |
| Celta de Vigo      | 1 - 1 | Real Betis             | Balaídos                    | 16 de abril | 22:05 | La 1             |
| Málaga             | 0 - 1 | Athletic Club          | La Rosaleda                 | 17 de abril | 12:00 | Canal+ Liga      |
| Sevilla            | 1 - 1 | Deportivo de La Coruña | Ramón Sánchez-Pizjuán       | 17 de abril | 16:00 | Canal+ Liga      |
| Rayo Vallecano     | 2 - 1 | Villarreal             | Campo de fútbol de Vallecas | 17 de abril | 18:15 | Canal+ Liga      |
| Atlético de Madrid | 3 - 0 | Granada                | Vicente Calderón            | 17 de abril | 18:15 | Canal+ Liga      |
| Barcelona          | 1 - 2 | Valencia               | Camp Nou                    | 17 de abril | 20:30 | Canal+ Partidazo |

| Español                | 1 - 1 | Celta de Vigo      | Cornellà-El Prat   | 19 de abril | 20:00 | Canal+ Liga      |
| Real Betis             | 1 - 0 | Las Palmas         | Benito Villamarín  | 19 de abril | 21:00 | Canal+ Liga      |
| Deportivo de La Coruña | 0 - 8 | Barcelona          | Riazor             | 20 de abril | 20:00 | Canal+ Liga      |
| Valencia               | 4 - 0 | Éibar              | Mestalla           | 20 de abril | 20:45 | Canal+ Liga      |
| Málaga                 | 1 - 1 | Rayo Vallecano     | La Rosaleda        | 20 de abril | 20:45 | Canal+ Liga      |
| Athletic Club          | 0 - 1 | Atlético de Madrid | San Mamés          | 20 de abril | 20:45 | Canal+ Liga      |
| Sporting de Gijón      | 2 - 1 | Sevilla            | El Molinón         | 20 de abril | 20:45 | Canal+ Liga      |
| Real Madrid            | 3 - 0 | Villarreal         | Santiago Bernabéu  | 20 de abril | 22:00 | Canal+ Partidazo |
| Real Sociedad          | 1 - 2 | Getafe             | Anoeta             | 21 de abril | 20:30 | Teledeporte      |
| Granada                | 5 - 1 | Levante            | Nuevo Los Cármenes | 21 de abril | 21:00 | Canal+ Liga      |

| Las Palmas         | 4 - 0 | Español                | Gran Canaria                | 22 de abril | 21:00 | Canal+ Liga      |
| Rayo Vallecano     | 2 - 3 | Real Madrid            | Campo de fútbol de Vallecas | 23 de abril | 16:00 | Canal+ Liga      |
| Atlético de Madrid | 1 - 0 | Málaga                 | Vicente Calderón            | 23 de abril | 18:15 | Canal+ Liga      |
| Barcelona          | 6 - 0 | Sporting de Gijón      | Camp Nou                    | 23 de abril | 20:30 | Canal+ Partidazo |
| Éibar              | 1 - 1 | Deportivo de La Coruña | Ipurúa                      | 23 de abril | 22:05 | La 1             |
| Levante            | 2 - 2 | Athletic Club          | Ciutat de Valencia          | 24 de abril | 12:00 | Canal+ Liga      |
| Sevilla            | 2 - 0 | Real Betis             | Ramón Sánchez Pizjuán       | 24 de abril | 16:00 | Canal+ Liga      |
| Getafe             | 2 - 2 | Valencia               | Coliseum Alfonso Pérez      | 24 de abril | 18:15 | Canal+ Liga      |
| Villarreal         | 0 - 0 | Real Sociedad          | El Madrigal                 | 24 de abril | 20:30 | Canal+ Liga      |
| Celta de Vigo      | 2 - 1 | Granada                | Balaídos                    | 25 de abril | 20:30 | Canal+ Liga      |

| Sporting de Gijón      | 2 - 0 | Éibar          | El Molinón         | 29 de abril | 20:30 | Canal+ Liga      |
| Real Sociedad          | 0 - 1 | Real Madrid    | Anoeta             | 30 de abril | 16:00 | Canal+ Liga      |
| Atlético de Madrid     | 1 - 0 | Rayo Vallecano | Vicente Calderón   | 30 de abril | 18:15 | Canal+ Liga      |
| Real Betis             | 0 - 2 | Barcelona      | Benito Villamarín  | 30 de abril | 20:30 | Canal+ Partidazo |
| Granada                | 3 - 2 | Las Palmas     | Nuevo Los Cármenes | 30 de abril | 22:05 | Teledeporte      |
| Athletic Club          | 2 - 1 | Celta de Vigo  | San Mamés          | 1 de mayo   | 12:00 | Canal+ Liga      |
| Espanyol               | 1 - 0 | Sevilla        | Cornellà-El Prat   | 1 de mayo   | 16:00 | Canal+ Liga      |
| Deportivo de La Coruña | 0 - 2 | Getafe         | Riazor             | 1 de mayo   | 18:15 | Canal+ Liga      |
| Valencia               | 0 - 2 | Villarreal     | Mestalla           | 1 de mayo   | 20:30 | Canal+ Liga      |
| Málaga                 | 3 - 1 | Levante        | La Rosaleda        | 2 de mayo   | 20:30 | Canal+ Liga      |

| Barcelona     | 5 - 0 | Espanyol               | Camp Nou               | 8 de mayo | 17:00 | Canal+ Partidazo |
| Getafe        | 1 - 1 | Sporting de Gijón      | Coliseum Alfonso Pérez | 8 de mayo | 17:00 | Teledeporte      |
| Celta de Vigo | 1 - 0 | Málaga                 | Balaídos               | 8 de mayo | 17:00 | Canal+ Liga      |
| Sevilla       | 1 - 4 | Granada                | Ramón Sánchez Pizjuán  | 8 de mayo | 17:00 | Canal+ Liga      |
| Real Madrid   | 3 - 2 | Valencia               | Santiago Bernabéu      | 8 de mayo | 17:00 | Canal+ Liga      |
| Real Sociedad | 2 - 1 | Rayo Vallecano         | Anoeta                 | 8 de mayo | 17:00 | Canal+ Liga      |
| Villarreal    | 0 - 2 | Deportivo de La Coruña | El Madrigal            | 8 de mayo | 17:00 | Canal+ Liga      |
| Éibar         | 1 - 1 | Real Betis             | Ipurúa                 | 8 de mayo | 17:00 | Canal+ Liga      |
| Las Palmas    | 0 - 0 | Athletic Club          | Gran Canaria           | 8 de mayo | 17:00 | Canal+ Liga      |
| Levante       | 2 - 1 | Atlético de Madrid     | Ciudad de Valencia     | 8 de mayo | 17:00 | Canal+ Liga      |

| Valencia               | 0 - 1 | Real Sociedad       | Mestalla                    | 13 de mayo | 20:30 | Canal+ Liga      |
| Granada                | 0 - 3 | F. C. Barcelona (C) | Nuevo Los Carmenes          | 14 de mayo | 17:00 | Canal+ Partidazo |
| Deportivo de La Coruña | 0 - 2 | Real Madrid         | Riazor                      | 14 de mayo | 17:00 | Canal+ Liga      |
| Atlético de Madrid     | 2 - 0 | Celta de Vigo       | Vicente Calderón            | 14 de mayo | 19:30 | Canal+ Liga      |
| Athletic Club          | 3 - 1 | Sevilla             | San Mamés                   | 14 de mayo | 19:30 | Canal+ Liga      |
| Málaga                 | 4 - 1 | Las Palmas          | La Rosaleda                 | 15 de mayo | 12:00 | Canal+ Liga      |
| Espanyol               | 4 - 2 | Éibar               | Cornellà-El Prat            | 15 de mayo | 19:00 | Canal+ Liga      |
| Sporting de Gijón      | 2 - 0 | Villarreal          | El Molinón                  | 15 de mayo | 19:30 | Canal+ Liga      |
| Rayo Vallecano         | 3 - 1 | Levante             | Campo de fútbol de Vallecas | 15 de mayo | 19:30 | Canal+ Liga      |
| Real Betis             | 2 - 1 | Getafe              | Benito Villamarín           | 15 de mayo | 19:30 | Teledeporte      |

### Tabla de resultados cruzados
| Local \ Visitante         | ATH | ATM | BAR | BET | CEL | DEP | EIB | ESP | GET | GRA | LAS | LEV | MAL | RAY  | RMA | RSO | SEV | SPO | VAL | VIL |
| ------------------------- | --- | --- | --- | --- | --- | --- | --- | --- | --- | --- | --- | --- | --- | ---- | --- | --- | --- | --- | --- | --- |
| Athletic Club             | —   | 0–1 | 0–1 | 3–1 | 2–1 | 4–1 | 5–2 | 2–1 | 3–1 | 1–1 | 2–2 | 2–0 | 0–0 | 1–0  | 1–2 | 0–1 | 3–1 | 3–0 | 3–1 | 0–0 |
| Atlético de Madrid        | 2–1 | —   | 1–2 | 5–1 | 2–0 | 3–0 | 3–1 | 1–0 | 2–0 | 3–0 | 1–0 | 1–0 | 1–0 | 1–0  | 1–1 | 3–0 | 0–0 | 1–0 | 2–1 | 0–0 |
| F. C. Barcelona           | 6–0 | 2–1 | —   | 4–0 | 6–1 | 2–2 | 3–1 | 5–0 | 6–0 | 4–0 | 2–1 | 4–1 | 1–0 | 5–2  | 1–2 | 4–0 | 2–1 | 6–0 | 1–2 | 3–0 |
| Real Betis                | 1–3 | 0–1 | 0–2 | —   | 1–1 | 1–2 | 0–4 | 1–3 | 2–1 | 2–0 | 1–0 | 1–0 | 0–1 | 2–2  | 1–1 | 1–0 | 0–0 | 1–1 | 1–0 | 1–1 |
| R. C. Celta de Vigo       | 0–1 | 0–2 | 4–1 | 1–1 | —   | 1–1 | 3–2 | 1–0 | 0–0 | 2–1 | 3–3 | 4–3 | 1–0 | 3–0  | 1–3 | 1–0 | 1–1 | 2–1 | 1–5 | 0–0 |
| R. C. Deportivo La Coruña | 2–2 | 1–1 | 0–8 | 2–2 | 2–0 | —   | 2–0 | 3–0 | 0–2 | 0–1 | 1–3 | 2–1 | 3–3 | 2–2  | 0–2 | 0–0 | 1–1 | 2–3 | 1–1 | 1–2 |
| S. D. Eibar               | 2–0 | 0–2 | 0–4 | 1–1 | 1–1 | 1–1 | —   | 2–1 | 3–1 | 5–1 | 0–1 | 2–0 | 1–2 | 1–0  | 0–2 | 2–1 | 1–1 | 2–0 | 1–1 | 1–2 |
| R. C. D. Espanyol         | 2–1 | 1–3 | 0–0 | 0–3 | 1–1 | 1–0 | 4–2 | —   | 1–0 | 1–1 | 1–0 | 1–1 | 2–0 | 2–1  | 0–6 | 0–5 | 1–0 | 1–2 | 1–0 | 2–2 |
| Getafe C. F.              | 0–1 | 0–1 | 0–2 | 1–0 | 0–1 | 0–0 | 1–1 | 3–1 | —   | 1–2 | 4–0 | 3–0 | 1–0 | 1–1  | 1–5 | 1–1 | 1–1 | 1–1 | 2–2 | 2–0 |
| Granada C. F.             | 2–0 | 0–2 | 0–3 | 1–1 | 0–2 | 1–1 | 1–3 | 1–1 | 3–2 | —   | 3–2 | 5–1 | 0–0 | 2–2  | 1–2 | 0–3 | 2–1 | 2–0 | 1–2 | 1–3 |
| U. D. Las Palmas          | 0–0 | 0–3 | 1–2 | 1–0 | 2–1 | 0–2 | 0–2 | 4–0 | 4–0 | 4–1 | —   | 0–0 | 1–1 | 0–1  | 1–2 | 2–0 | 2–0 | 1–1 | 2–1 | 0–0 |
| Levante U. D.             | 2–2 | 2–1 | 0–2 | 0–1 | 1–2 | 1–1 | 2–2 | 2–1 | 3–0 | 1–2 | 3–2 | —   | 0–1 | 2–1  | 1–3 | 0–4 | 1–1 | 0–0 | 1–0 | 1–0 |
| Málaga C. F.              | 0–1 | 1–0 | 1–2 | 0–1 | 2–0 | 2–0 | 0–0 | 1–1 | 3–0 | 2–2 | 4–1 | 3–1 | —   | 1–1  | 1–1 | 3–1 | 0–0 | 1–0 | 1–2 | 0–1 |
| Rayo Vallecano            | 0–3 | 0–2 | 1–5 | 0–2 | 3–0 | 1–3 | 1–1 | 3–0 | 2–0 | 2–1 | 2–0 | 3–1 | 1–2 | —    | 2–3 | 2–2 | 2–2 | 2–1 | 0–0 | 2–1 |
| Real Madrid C. F.         | 4–2 | 0–1 | 0–4 | 5–0 | 7–1 | 5–0 | 4–0 | 6–0 | 4–1 | 1–0 | 3–1 | 3–0 | 0–0 | 10–2 | —   | 3–1 | 4–0 | 5–1 | 3–2 | 3–0 |
| Real Sociedad             | 0–0 | 0–2 | 1–0 | 2–1 | 2–3 | 1–1 | 2–1 | 2–3 | 1–2 | 3–0 | 0–1 | 1–1 | 1–1 | 2–1  | 0–1 | —   | 2–0 | 0–0 | 2–0 | 0–2 |
| Sevilla F. C.             | 2–0 | 0–3 | 2–1 | 2–0 | 1–2 | 1–1 | 1–0 | 2–0 | 5–0 | 1–4 | 2–0 | 3–1 | 2–1 | 3–2  | 3–2 | 1–2 | —   | 2–0 | 1–0 | 4–2 |
| Sporting de Gijón         | 0–2 | 2–1 | 1–3 | 1–2 | 0–1 | 1–1 | 2–0 | 2–4 | 1–2 | 3–3 | 3–1 | 0–3 | 1–0 | 2–2  | 0–0 | 5–1 | 2–1 | —   | 0–1 | 2–0 |
| Valencia C. F.            | 0–3 | 1–3 | 1–1 | 0–0 | 0–2 | 1–1 | 4–0 | 2–1 | 2–2 | 1–0 | 1–1 | 3–0 | 3–0 | 2–2  | 2–2 | 0–1 | 2–1 | 0–1 | —   | 0–2 |
| Villarreal C. F.          | 3–1 | 1–0 | 2–2 | 0–0 | 1–2 | 0–2 | 1–1 | 3–1 | 2–0 | 1–0 | 0–1 | 3–0 | 1–0 | 2–1  | 1–0 | 0–0 | 2–1 | 2–0 | 1–0 | —   |

## Estadísticas
A continuación, se detallan las listas con los máximos goleadores y los mayores asistentes de Primera División, de acuerdo con los datos oficiales de la Liga Nacional de Fútbol Profesional:

### Tabla histórica de goleadores
Nota: Nombres y banderas de equipos en la época.
| \| Pos. \| Jugador \| Goles \| Part. \| Prom. \| \| Club \| \| ---- \| ----------------- \| ----- \| ----- \| ----- \| \| -------------------------------- \| \| 1 \| Luis Suárez \| 40 \| 35 \| 1.14 \| \| Fútbol Club Barcelona \| \| 2 \| Cristiano Ronaldo \| 35 \| 36 \| 0.97 \| \| Real Madrid Club de Fútbol \| \| 3 \| Lionel Messi \| 26 \| 33 \| 0.79 \| \| Fútbol Club Barcelona \| \| 4 \| Karim Benzema \| 24 \| 27 \| 0.89 \| \| Real Madrid Club de Fútbol \| \| 5 \| Neymar da Silva \| 24 \| 34 \| 0.71 \| \| Fútbol Club Barcelona \| \| 6 \| Antoine Griezmann \| 22 \| 38 \| 0.58 \| \| Club Atlético de Madrid \| \| 7 \| Aritz Aduriz \| 20 \| 34 \| 0.59 \| \| Athletic Club \| \| 8 \| Gareth Bale \| 19 \| 23 \| 0.83 \| \| Real Madrid Club de Fútbol \| \| 9 \| Rubén Castro \| 19 \| 38 \| 0.5 \| \| Real Betis Balompié \| \| 10 \| Borja Bastón \| 18 \| 36 \| 0.5 \| \| Sociedad Deportiva Eibar \| \| 11 \| Lucas Pérez \| 17 \| 36 \| 0.47 \| \| Real Club Deportivo de La Coruña \| \| 12 \| Kevin Gameiro \| 16 \| 31 \| 0.52 \| \| Sevilla Fútbol Club \| \| 13 \| Youssef El-Arabi \| 16 \| 35 \| 0.46 \| \| Granada Club de Fútbol \| \| 14 \| Iago Aspas \| 14 \| 35 \| 0.4 \| \| Real Club Celta de Vigo \| \| 15 \| Imanol Agirretxe \| 13 \| 16 \| 0.81 \| \| Real Sociedad de Fútbol \| Datos actualizados a fin de temporada y según la página oficial de la competición y archivado Eurosport. |                   |       |       |       |  |                                  |
| Pos. | Jugador           | Goles | Part. | Prom. |  | Club                             |
| 1 | Luis Suárez       | 40    | 35    | 1.14  |  | Fútbol Club Barcelona            |
| 2 | Cristiano Ronaldo | 35    | 36    | 0.97  |  | Real Madrid Club de Fútbol       |
| 3 | Lionel Messi      | 26    | 33    | 0.79  |  | Fútbol Club Barcelona            |
| 4 | Karim Benzema     | 24    | 27    | 0.89  |  | Real Madrid Club de Fútbol       |
| 5 | Neymar da Silva   | 24    | 34    | 0.71  |  | Fútbol Club Barcelona            |
| 6 | Antoine Griezmann | 22    | 38    | 0.58  |  | Club Atlético de Madrid          |
| 7 | Aritz Aduriz      | 20    | 34    | 0.59  |  | Athletic Club                    |
| 8 | Gareth Bale       | 19    | 23    | 0.83  |  | Real Madrid Club de Fútbol       |
| 9 | Rubén Castro      | 19    | 38    | 0.5   |  | Real Betis Balompié              |
| 10 | Borja Bastón      | 18    | 36    | 0.5   |  | Sociedad Deportiva Eibar         |
| 11 | Lucas Pérez       | 17    | 36    | 0.47  |  | Real Club Deportivo de La Coruña |
| 12 | Kevin Gameiro     | 16    | 31    | 0.52  |  | Sevilla Fútbol Club              |
| 13 | Youssef El-Arabi  | 16    | 35    | 0.46  |  | Granada Club de Fútbol           |
| 14 | Iago Aspas        | 14    | 35    | 0.4   |  | Real Club Celta de Vigo          |
| 15 | Imanol Agirretxe  | 13    | 16    | 0.81  |  | Real Sociedad de Fútbol          |

### Asistencias de gol
- Datos según ESPN.

| Lionel Messi                              | Barcelona           | 16 |
| Luis Suárez                               | Barcelona           | 16 |
| Koke                                      | Atlético de Madrid  | 14 |
| Neymar                                    | Barcelona           | 12 |
| Cristiano Ronaldo                         | Real Madrid         | 11 |
| Toni Kroos                                | Real Madrid         | 10 |
| Gareth Bale                               | Real Madrid         | 10 |
| Roberto Soldado                           | Villarreal          | 10 |
| Marco Asensio                             | Espanyol            | 9  |
| Jonathan Viera                            | Las Palmas          | 9  |
| Lucas Pérez                               | Deportivo La Coruña | 8  |
| James Rodríguez                           | Real Madrid         | 8  |
| Markel Susaeta                            | Athletic Club       | 8  |
| Última actualización: 14 de mayo de 2016. |                     |    |

### Anotaciones
- Primer gol de la temporada: Anotado por Salva Sevilla para el Espanyol ante el Getafe. (Jornada 1).

- Último gol de la temporada: Anotado por Álvaro Medrán para el Getafe ante el Real Betis. (Jornada 38).

- Gol más rápido: Anotado por Carlos Carmona para el Sporting de Gijón ante la Real Sociedad en el segundo 14,68 (Jornada 21).

- Gol más tardío: Anotado por Guerrero para el Sporting de Gijón ante el Granada en el min. 95 (Jornada 8).

- Mayor número de goles marcados en un partido:12 goles Real Madrid 10 - 2 Rayo Vallecano

- Mayor victoria de local: Real Madrid 10 - 2 Rayo Vallecano

- Mayor victoria de visita: Deportivo La Coruña 0 - 8 Barcelona

- Partido con más penaltis a favor de un equipo: Sevilla F. C. 5 - 0 Getafe C. F.

### Rachas
- Datos según transfermarkt
- Mayor racha ganadora: 12 partidos. (F. C. Barcelona) y (Real Madrid)
- Mayor racha invicta: 23 partidos. (F. C. Barcelona)
- Mayor racha marcando: 16 partidos. (F. C. Barcelona)
- Mayor racha imbatida: 6 partidos. (Villarreal C. F.)
- Mayor racha perdiendo: 7 partidos. (Getafe C. F.)
- Mayor racha sin ganar: 13 partidos. (Deportivo de La Coruña) y (Getafe C. F.)

### Disciplina
- Datos según transfermarkt
- Club con más tarjetas amarillas: Granada C. F. (98)
- Jugador con más tarjetas amarillas: Dani García (13)
- Club con más tarjetas rojas: Rayo Vallecano (9)
- Jugador con más tarjetas rojas: 2 jugadores (3)
- Equipo con más faltas recibidas: Valencia C. F. (412)
- Jugador con más faltas recibidas: Neymar (73)
- Equipo con más faltas realizadas: R. C. D. Espanyol (488)
- Jugador con más faltas realizadas: Hernán Pérez (56)

### Tripletes o más
A continuación se detallan los tripletes conseguidos a lo largo de la temporada.
| Fecha      | Jugador           | Goles                      | Local               |  | Resultado |  | Visitante              | Rep. |
| ---------- | ----------------- | -------------------------- | ------------------- |  | --------- |  | ---------------------- | ---- |
| 12-09-2015 | Cristiano Ronaldo | 7' · 17' · 20' · 61' · 81' | Espanyol            |  | 0:6       |  | Real Madrid            | Rep. |
| 22-09-2015 | Imanol Agirretxe  | 7' · 17' · 20'             | Granada             |  | 0:3       |  | Real Sociedad          | Rep. |
| 3-10-2015  | Charles Dias      | 4' · 7' · 89'              | Málaga              |  | 3:1       |  | Real Sociedad          | Rep. |
| 17-10-2015 | Neymar            | 21' · 32' · 69' · 70'      | Barcelona           |  | 5:2       |  | Rayo Vallecano         | Rep. |
| 24-10-2015 | Kevin Gameiro     | 35' · 45' · 60'            | Sevilla             |  | 5:0       |  | Getafe                 | Rep. |
| 25-10-2015 | Luis Suárez       | 21' · 48' · 85'            | Barcelona           |  | 3:1       |  | Éibar                  | Rep. |
| 29-11-2015 | Aritz Aduriz      | 1' · 23' · 59'             | Rayo Vallecano      |  | 0:3       |  | Athletic Club          | Rep. |
| 6-12-2015  | Antonio Sanabria  | 17' · 78' · 84'            | Sporting de Gijón   |  | 3:1       |  | Las Palmas             | Rep. |
| 20-12-2015 | Gareth Bale       | 25' · 41' · 61' · 70'      | Real Madrid         |  | 10:2      |  | Rayo Vallecano         | Rep. |
| 20-12-2015 | Karim Benzema     | 48' · 79' · 90'            | Real Madrid         |  | 10:2      |  | Rayo Vallecano         | Rep. |
| 9-1-2016   | Lionel Messi      | 7' · 13' · 57'             | Barcelona           |  | 4:0       |  | Granada                | Rep. |
| 9-1-2016   | Gareth Bale       | 21' · 48' · 62'            | Real Madrid         |  | 5:0       |  | Deportivo de La Coruña |      |
| 17-1-2016  | Luis Suárez       | 47' · 68' · 82'            | Barcelona           |  | 6:0       |  | Athletic Club          | Rep. |
| 22-1-2016  | Antonio Sanabria  | 44' · 53' · 81'            | Sporting de Gijón   |  | 5:1       |  | Real Sociedad          | Rep. |
| 31-1-2016  | Cristiano Ronaldo | 12' · 45' · 82'            | Real Madrid         |  | 6:0       |  | Espanyol               | Rep. |
| 14-2-2016  | Luis Suárez       | 59' · 75' · 81'            | Barcelona           |  | 6:1       |  | Celta de Vigo          | Rep. |
| 2-3-2016   | Aritz Aduriz      | 36' · 53' · 60'            | Athletic Club       |  | 4:1       |  | Deportivo La Coruña    | Rep. |
| 3-3-2016   | Lionel Messi      | 24' · 54' · 72'            | Rayo Vallecano      |  | 1:5       |  | Barcelona              | Rep. |
| 5-3-2016   | Cristiano Ronaldo | 50' · 58' · 64' · 76'      | Real Madrid         |  | 7:1       |  | Celta de Vigo          | Rep. |
| 20-4-2016  | Luis Suárez       | 11' · 24' · 53' · 64'      | Deportivo La Coruña |  | 0:8       |  | Barcelona              | Rep. |
| 20-4-2016  | Paco Alcácer      | 10' · 28' · 40'            | Valencia            |  | 4:0       |  | Éibar                  | Rep. |
| 23-4-2016  | Luis Suárez       | 63' · 74' · 77' · 88'      | Barcelona           |  | 6:0       |  | Sporting de Gijón      | Rep. |
| 14-5-2016  | Luis Suárez       | 10' · 28' · 40'            | Granada             |  | 0:3       |  | Barcelona              | Rep. |

## Premios

### Trofeo Pichichi
El Trofeo Pichichi es el premio otorgado anualmente por el diario deportivo Marca al máximo goleador de la Primera División de España. Cabe señalar que los goles de este trofeo no se contabilizan según las actas arbitrales, sino según el criterio del diario Marca, por lo que pueden no coincidir con la cifra de goles contabilizada por la LFP.
| #                                         | Jugador           | Equipo                     | Goles | G. P. | G. C. | Pen. | T. L. | PJ | Media |
| ----------------------------------------- | ----------------- | -------------------------- | ----- | ----- | ----- | ---- | ----- | -- | ----- |
| 1.º                                       | Luis Suárez       | Fútbol Club Barcelona      | 40    | 32    | 5     | 3    | 0     | 35 | 1.14  |
| 2.º                                       | Cristiano Ronaldo | Real Madrid Club de Fútbol | 35    | 22    | 6     | 6    | 1     | 36 | 0.97  |
| 3.º                                       | Lionel Messi      | Fútbol Club Barcelona      | 26    | 18    | 1     | 3    | 4     | 33 | 0.79  |
| 4.º                                       | Karim Benzema     | Real Madrid Club de Fútbol | 24    | 19    | 5     | 0    | 0     | 27 | 0.89  |
| 4.º                                       | Neymar            | Fútbol Club Barcelona      | 24    | 18    | 0     | 5    | 1     | 34 | 0.71  |
| Última actualización: 14 de mayo de 2016. |                   |                            |       |       |       |      |       |    |       |

### Trofeo Zarra
El Trofeo Zarra es un premio otorgado por el diario deportivo Marca desde el 2006 al máximo goleador español de la temporada. Al igual que el Trofeo Pichichi, no tiene en cuenta las actas arbitrales, sino las apreciaciones propias del diario Marca.
| 1.º                                       | Aritz Aduriz | Athletic Club                    | 20 | 34 | 0.59 |
| 2.º                                       | Rubén Castro | Real Betis Balompié              | 19 | 38 | 0.5  |
| 3.º                                       | Borja Bastón | Sociedad Deportiva Eibar         | 18 | 36 | 0.5  |
| 4.º                                       | Lucas Pérez  | Real Club Deportivo de La Coruña | 17 | 35 | 0.49 |
| 5.º                                       | Iago Aspas   | Real Club Celta de Vigo          | 14 | 35 | 0.4  |
| Última actualización: 15 de mayo de 2016. |              |                                  |    |    |      |

### Trofeo Zamora
El Trofeo Zamora es el galardón otorgado desde el año 1959 por el diario deportivo Marca al portero de fútbol menos goleado de la Primera División. Para optar al título hay que participar, como mínimo, en 28 partidos de liga y jugar al menos 60 minutos en cada uno de ellos. El cociente se obtiene al dividir los goles encajados entre los partidos jugados.
| 1.º                                        | Jan Oblak       | Atlético de Madrid         | 18 | 38 | 0.47 |
| 2.º                                        | Claudio Bravo   | Fútbol Club Barcelona      | 22 | 32 | 0.69 |
| 3.º                                        | Alphonse Areola | Villarreal Club de Fútbol  | 26 | 32 | 0.81 |
| 4.º                                        | Keylor Navas    | Real Madrid Club de Fútbol | 28 | 34 | 0.82 |
| 5.º                                        | Gorka Iraizoz   | Athletic Club              | 37 | 37 | 1    |
| Última actualización: 30 de abril de 2016. |                 |                            |    |    |      |

### Mejor jugador y entrenador del mes
La liga de fútbol profesional entrega unos premios mensuales a los mejores jugadores y entrenadores del mes, a través de su principal patrocinador, el BBVA. Además, se establece para el mismo período los mejores jugadores y entrenadores para los redactores de la citada LFP.